# Castellane
Pour les articles homonymes, voir Castellane (homonymie) et Robion.

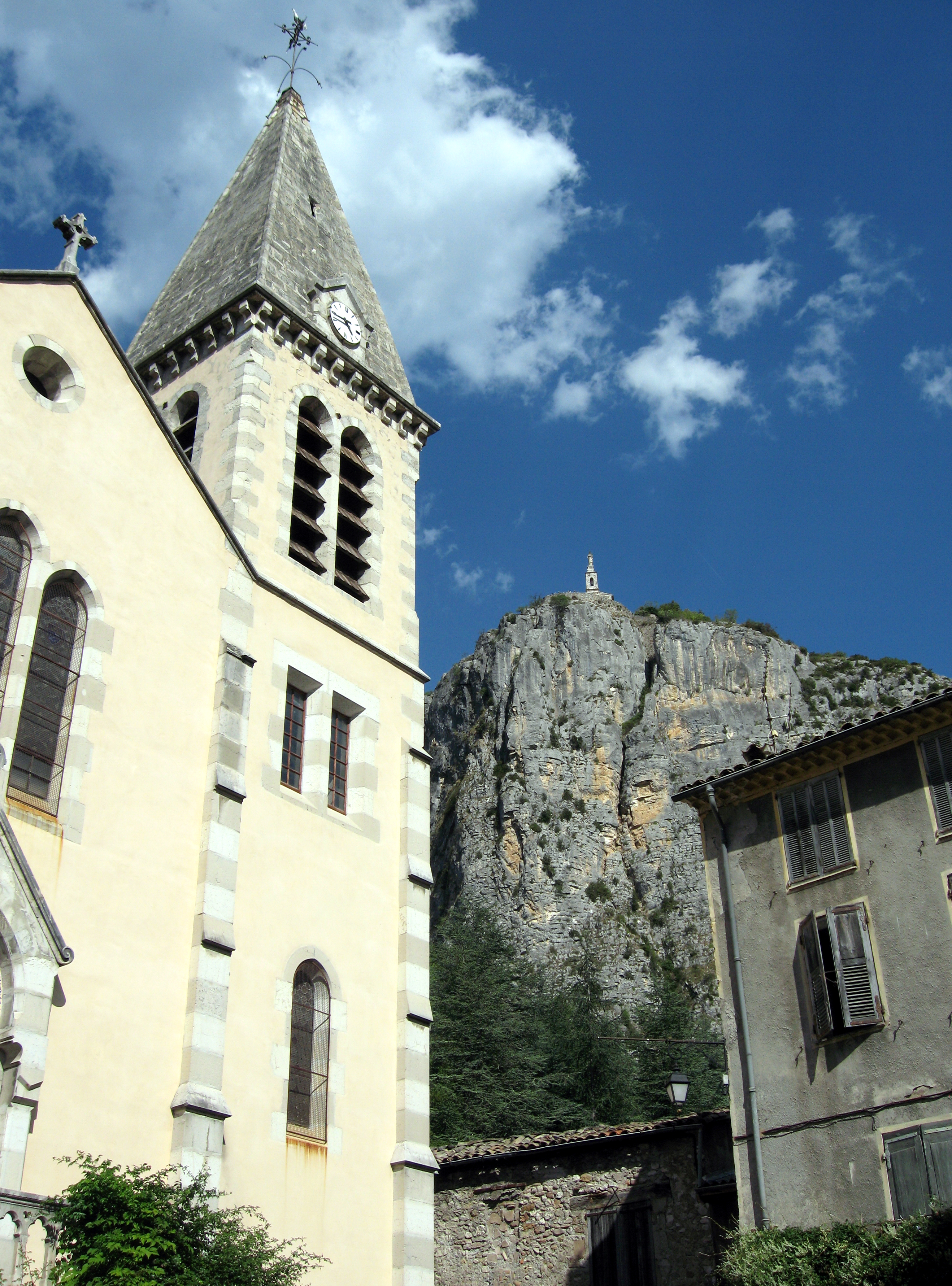
Le Roc, Castellane.

Castellane (prononcé [kas.t̪ɛ.ˈlan]) est une commune française, sous-préfecture du département des Alpes-de-Haute-Provence, dans la région Provence-Alpes-Côte d'Azur.
Avec environ 1 500 habitants, Castellane a la particularité d'être la sous-préfecture la moins peuplée de France.
Le nom de ses habitants est Castellanais.
Castellane a reçu le label « village et cité de caractère ».

## Géographie
La commune de Castellane est une cité très ancienne implantée en amont des gorges du Verdon. La ville est située à 724 mètres d'altitude.
Castellane est une des 46 communes adhérentes du parc naturel régional du Verdon.
Le Roc, ou Roc Notre-Dame, domine la ville de ses 184 m de haut. C'est le site qu’elle occupait au haut Moyen Âge, et un site classé.
Deux lacs de barrage se trouvent sur le territoire de Castellane :
- le lac de Castillon ;
- le lac de Chaudanne.

Deux clues se trouvent sur la commune : la clue de Taulanne, franchie par l’Asse de Blieux et la route Napoléon ; la clue de Chasteuil, franchie par le Verdon.
Le sentier de grande randonnée GR 4 traverse la commune.
Les communes limitrophes de Castellane sont Saint-André-les-Alpes, Saint-Julien-du-Verdon, Demandolx, La Garde, Châteauvieux, Brenon, Le Bourguet, Trigance, Rougon, Blieux et Senez.

### Géologie
La commune fait partie de la zone de calcaires jurassiques des Préalpes de Provence. Le relief s'est formé avec la surrection des Alpes au cours de l'ère tertiaire.
Ces calcaires se prolongent le long du cours du Verdon, donnant ainsi lieu à la formation des spectaculaires gorges par érosion karstique.
Le périmètre de protection de la réserve naturelle géologique de Haute-Provence couvre également la commune de Castellane.

### Climat
Pour des articles plus généraux, voir Climat de Provence-Alpes-Côte d'Azur et Climat des Alpes-de-Haute-Provence.
En 2010, le climat de la commune est de type climat méditerranéen altéré, selon une étude du Centre national de la recherche scientifique s'appuyant sur une série de données couvrant la période 1971-2000. En 2020, Météo-France publie une typologie des climats de la France métropolitaine dans laquelle la commune est dans une zone de transition entre le climat de montagne et le climat méditerranéen et est dans la région climatique Alpes du sud, caractérisée par une pluviométrie annuelle de 850 à 1 000 mm, minimale en été.
Pour la période 1971-2000, la température annuelle moyenne est de 11,5 °C, avec une amplitude thermique annuelle de 17,3 °C. Le cumul annuel moyen de précipitations est de 944 mm, avec 6,1 jours de précipitations en janvier et 4,5 jours en juillet. Pour la période 1991-2020, la température moyenne annuelle observée sur la station météorologique installée sur la commune est de 10,5 °C et le cumul annuel moyen de précipitations est de 999,7 mm. 
La température maximale relevée sur cette station est de 40,8 °C, atteinte le 28 juin 2019 ; la température minimale est de −20,5 °C, atteinte le 10 janvier 1985,,.
| Mois                                  | jan.             | fév.           | mars            | avril         | mai           | juin            | jui.            | août          | sep.            | oct.          | nov.             | déc.            | année      |
| ------------------------------------- | ---------------- | -------------- | --------------- | ------------- | ------------- | --------------- | --------------- | ------------- | --------------- | ------------- | ---------------- | --------------- | ---------- |
| Température minimale moyenne (°C)     | −5,2             | −4,9           | −1,9            | 1,1           | 5,1           | 8,8             | 10,9            | 10,4          | 6,9             | 3,7           | −0,4             | −4,1            | 2,5        |
| Température moyenne (°C)              | 2                | 3,2            | 6,4             | 8,9           | 13,1          | 17,2            | 19,9            | 19,5          | 15,2            | 11,3          | 6,4              | 2,4             | 10,5       |
| Température maximale moyenne (°C)     | 9,3              | 11,3           | 14,6            | 16,8          | 21            | 25,6            | 28,8            | 28,6          | 23,6            | 18,9          | 13,1             | 8,9             | 18,4       |
| Record de froid (°C) date du record   | −20,5 10.01.1985 | −18,8 07.02.12 | −19 07.03.1971  | −9 01.04.1995 | −4 06.05.1979 | −0,8 01.06.1986 | 2,5 02.07.1975  | 1 31.08.1986  | −2,2 27.09.20   | −9 21.10.07   | −15,5 30.11.1978 | −19,5 18.12.10  | −20,5 1985 |
| Record de chaleur (°C) date du record | 22,8 28.01.02    | 25 24.02.20    | 25,8 22.03.1990 | 27,6 09.04.11 | 33,8 22.05.22 | 40,8 28.06.19   | 37,3 06.07.1982 | 37,4 01.08.20 | 33,4 15.09.1987 | 29,8 08.10.23 | 23,3 09.11.15    | 20,3 29.12.1974 | 40,8 2019  |
| Précipitations (mm)                   | 72,2             | 53,2           | 60,7            | 83,9          | 89,1          | 78,6            | 43,7            | 63,6          | 95,4            | 124,5         | 144,7            | 90,1            | 999,7      |

| Diagramme climatique                                  |              |              |             |           |             |              |              |             |              |               |             |
| J                                                     | F            | M            | A           | M         | J           | J            | A            | S           | O            | N             | D           |
| 9,3−5,272,2                                           | 11,3−4,953,2 | 14,6−1,960,7 | 16,81,183,9 | 215,189,1 | 25,68,878,6 | 28,810,943,7 | 28,610,463,6 | 23,66,995,4 | 18,93,7124,5 | 13,1−0,4144,7 | 8,9−4,190,1 |
| Moyennes : • Temp. maxi et mini °C • Précipitation mm |              |              |             |           |             |              |              |             |              |               |             |

Les paramètres climatiques de la commune ont été estimés pour le milieu du siècle (2041-2070) selon différents scénarios d'émission de gaz à effet de serre à partir des nouvelles projections climatiques de référence DRIAS-2020. Ils sont consultables sur un site dédié publié par Météo-France en novembre 2022.

### Sommets et cols
- Castellard (1 725 m) ;
- Pré Chauvin (1 741 m) ;

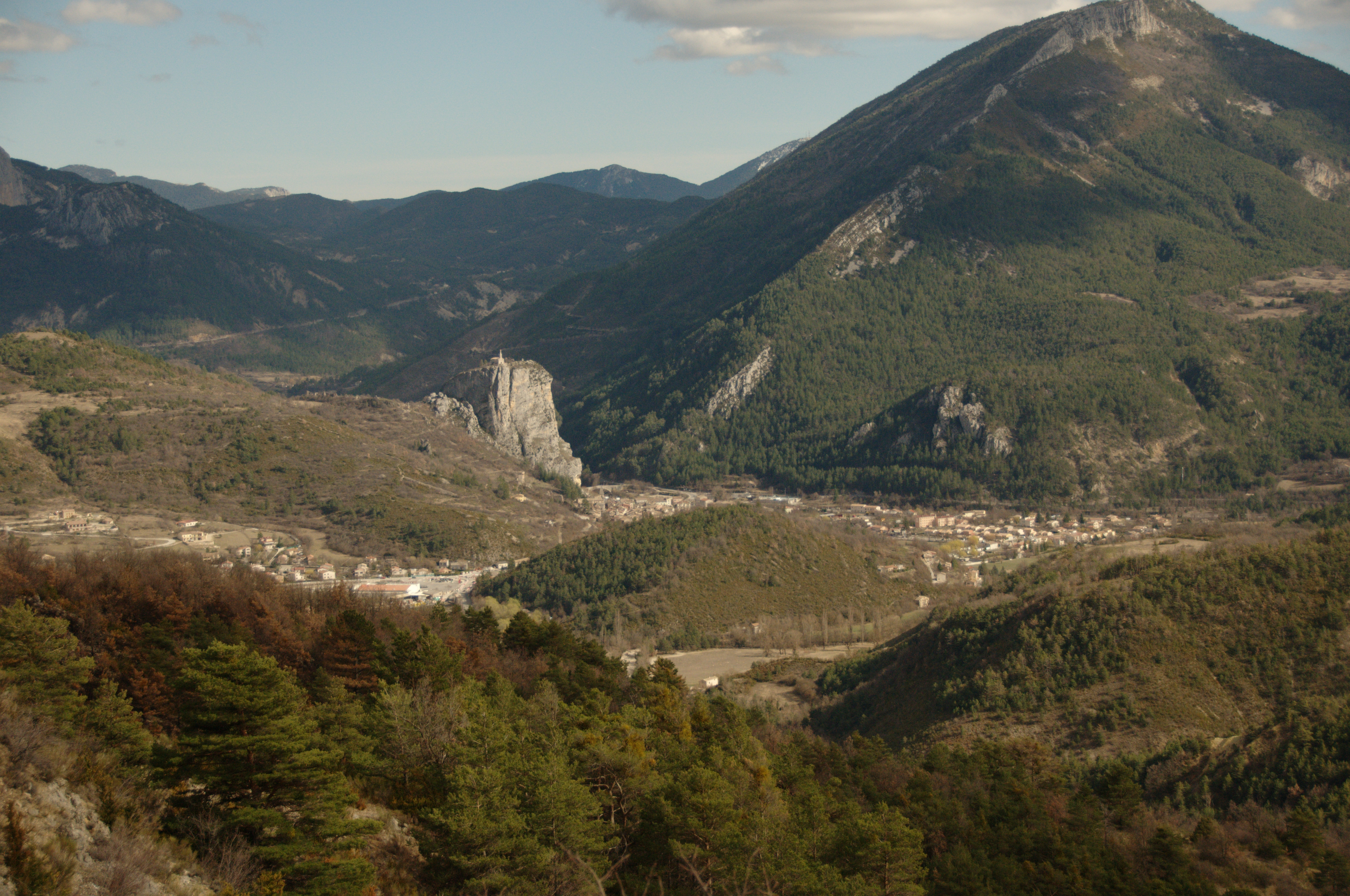
Castellane et le Roc.

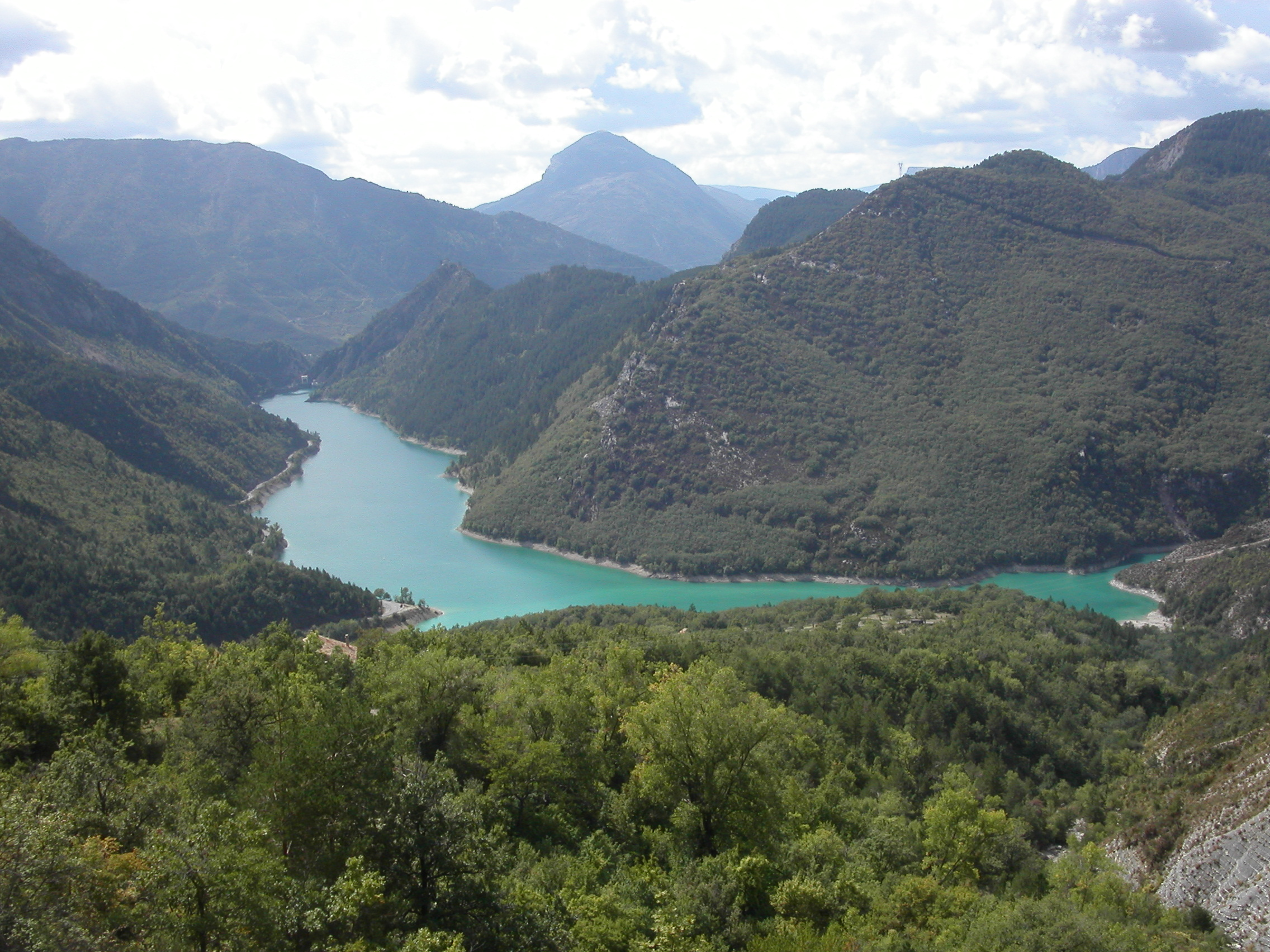
Lac de Chaudanne.

- col des Lèques, emprunté par la route Napoléon ;
- col des Blaches, sur la route de Saint-André-les-Alpes.

Le massif du Montdenier s’étend sur la partie ouest de la commune (anciennes communes de Taulanne, Chasteuil et Villars-Brandis). Les Préalpes de Castellane occupent l’essentiel du reste du territoire.

### Voies de communication et transports

#### Voies routières
La commune de Castellane est desservie par la route départementale RD 4085 (ancienne route nationale 85), qui relie Grenoble à Vallauris, elle constitue une partie de l'ancienne Route Napoléon. Par la route départementale RD 952 (ancienne route nationale 552), qui relie Castellane à Gréoux-les-Bains en empruntant la vallée du Verdon et le plateau de Valensole. Et par la route départementale RD 955 (ancienne route nationale 555).

#### Services autocars

##### Lignes régionales, réseauZou!
Castellane est desservie par 1 ligne EXPRESS qui sont les suivantes :
| Ligne | Tracé                                                     |
| ----- | --------------------------------------------------------- |
| 51    | Grenoble ↔ Sisteron ↔ Digne-les-Bains ↔ Castellane ↔ Nice |

- La ville est aussi reliée par une ligne de PROXIMITÉ :

| Ligne | Tracé                                      |
| ----- | ------------------------------------------ |
| 450   | Castellane ↔ Moustiers-Sainte-Marie ↔ Riez |

- La ville est aussi reliée par une ligne de PROXIMITÉ Scolaire :

| Ligne | Tracé                         |
| ----- | ----------------------------- |
| 8202  | Castellane ↔ Comps-sur-Artuby |

### Environnement
La commune compte 7 000 ha de bois et forêts, soit 59 % de sa superficie.

### Éléments de toponymie
La localité de Castellane apparaît pour la première fois dans les textes avec un nom proche du nom actuel vers 965-977 (Petra Castellana). Le nom se décompose en trois termes occitans, pèira, castel et le suffixe -ana, signifiant roche et village fortifié, ce qui peut se traduire en la roche Castellane, c’est-à-dire la Roche au village fortifié, ou tout simplement la maison forte, le château fort. Castellane porte le nom en occitan provençal de Castelana selon la norme classique ou Castelano selon la norme mistralienne.
L’ancienne commune de Castillon (recouverte par le lac) apparaît vers 1300 (de Castilhone). C’est un terme occitan désignant un petit château,.
La première partie du nom de Chasteuil est assez obscure ; la seconde, -ialo, est un suffixe celte pour clairière.
Le village de Robion porte le même nom que la rivière qui le traverse pour se jeter dans le Jabron et qui naît dans le massif du même nom (le massif du Robion, à l’est du village). Le in Rubione de 1045 est un dérivé du bas-latin robigonem, qui est une déformation du latin classique robiginem pour rouille, selon Ernest Nègre. Selon Charles Rostaing, il est possible que le toponyme soit plus ancien que les Gaulois et désigne une roche à pic, un ravin.
Le village de Taloire, cité vers 1200, verrait son nom dériver du terme occitan talador, désignant les soldats spécialement recrutés pour dévaster le terroir de l’adversaire. L’ajout du suffixe -ia sert à désigner, soit une terre habitée par ces dévastateurs, soit une terre dévastée par les taladors. Selon Rostaing, le toponyme est probablement plus ancien que les Gaulois. Les Fénié y voient un doublet tautologique, *Tal- et *Tor-, deux racines oronymiques : le nom de Taloire contient deux fois un terme désignant une montagne.
Dans Villars-Brandis, la partie Brandis est un toponyme ancien, peut être antérieur aux Gaulois, alors que Villars vient de villare, grand domaine en latin.
Le hameau de la Palud doit son nom à une zone marécageuse.
La clue de Taulanne doit son nom probablement à une ancienne tuilerie (taulana).

### Hameaux
Outre les anciennes communes (voir plus bas) qui toutes constituent encore des villages isolés du centre de Castellane, on compte d'autres hameaux :
- la Baume ;
- Blaron ;
- la Palud.

### Risques naturels et technologiques
Le canton de Castellane est en zone de risque sismique 1b (risque faible) selon la classification déterministe de 1991, basée sur les séismes historiques
, et en zone 4 (risque moyen) selon la classification probabiliste EC8 de 2011. La commune de Castellane est également exposée à trois autres risques naturels :
- feu de forêt,
- inondation (le long de la vallée du Verdon),
- mouvement de terrain : la commune est concernée par des aléas moyen à fort sur certains versants[29].

La commune de Castellane est également exposée à deux risques d'origine technologique :
- celui lié au transport de matières dangereuses par route[30], la route nationale 85 peut être empruntée par les transports routiers de marchandises dangereuses[31];
- celui de rupture de barrage[32]. Castellane fait partie de la zone de proximité immédiate (ZPI), c'est-à-dire qui serait atteinte en moins de quinze minutes par l'onde de submersion en cas de rupture du barrage de Castillon[32],[33]. Si cette rupture advenait, l'onde de submersion passerait en crête au-dessus de celui de Chaudanne[34]. Les cinq premiers kilomètres dans la vallée du Verdon seraient parcourus en environ 3 minutes et 42 secondes (soit environ 80 km/h), atteignant alors la zone artisanale sous Chaudanne (déchetterie)[33]. Le pont du Roc serait atteint un peu plus d'une minute plus tard, l'agglomération commençant alors à être submergée. Deux minutes plus tard, le front de l'onde serait à la Colle, à l'ouest de la ville. Pendant ce temps, toute la vallée de Castellane serait inondée, l'eau pouvant progresser jusqu'au Plan de la Palud, passant de chaque côté de la colline Saint-Michel, et atteignant la cote 750 m, représentant une hauteur d'eau d'une quarantaine de mètres (ce qui met sous les eaux les premières maisons du hameau de la Cébière, la Moûtière, et toute la vallée du Verdon)[35] . L'onde continuerait ensuite sa progression dans la vallée du Verdon, atteignant le pont de Taloire six minutes après être entrée dans Castellane[36] . Enfin, la clue de Chasteuil, sortie de la commune, serait atteinte sept minutes plus tard, soit dix-huit minutes après le déclenchement de la catastrophe et quatorze minutes après que les premiers bâtiments de Castellane soient atteints[37] .

Le plan de prévention des risques naturels prévisibles (PPR) de la commune a été approuvé en 2005 pour les risques d'inondation et de mouvement de terrain et le Dicrim existe depuis 2011.
La commune a été l'objet de dix arrêtés de catastrophe naturelle entre 1982 et 2021 : en 1984 pour le tremblement de terre de Chasteuil (voir ci-dessous), et pour des inondations, coulées de boue et glissement de terrain en 1994, 2001, 2009, 2010, 2011, 2016 et 2017.
De par son étendue et son emplacement proche d'une zone fortement sismique, on compte de nombreux tremblements de terre fortement ressentis ou qui ont provoqué des dégâts à Castellane ou dans les anciennes communes rattachées. Présentés par ordre chronologique et en ne retenant que les séismes dont l'épicentre est situé dans l'actuelle commune de Castellane et ceux dont l'intensité macro-sismique ressentie à Castellane est supérieure à V sur l'échelle MSK, on a :
- le séisme du 23 mai 1824, d'une intensité de V et dont l'épicentre se trouvait à Castellane[40] ;
- le séisme du 12 décembre 1855, d'une intensité de VII et dont l'épicentre se trouvait à Chasteuil. Ce tremblement de terre avait été précédé d'une forte secousse le 23 novembre, d'une intensité de VII, et a été suivi de plusieurs répliques[41] ;
- le séisme du 23 février 1887, d'une intensité ressentie à Castellane de VII et demi et dont l'épicentre se trouvait à Imperia-Bussana, en Italie[42] ;
- le séisme du 30 novembre 1951, d'une intensité de VII et demi et dont l'épicentre se trouvait à Chasteuil[43] ;
- le séisme du 12 octobre 1960, d'une intensité très faible et dont l'épicentre se trouvait à Castellane[44] ;
- le séisme du 21 janvier 1972, d'une intensité de IV et dont l'épicentre se trouvait à Castellane[45] ;
- le séisme du 22 juillet 1978, d'une intensité très faible et dont l'épicentre se trouvait à Castellane[46] ;
- le séisme du 23 janvier 1979, d'une intensité très faible et dont l'épicentre se trouvait à Castellane[47] ;
- le séisme du 19 juin 1984, d'une intensité de VI et dont l'épicentre se trouvait à Aiglun (intensité proche de 0 à Castellane)[48] ;
- le séisme du 24 novembre 1994, d'une intensité de IV et dont l'épicentre se trouvait à Rougon[49].

Les éboulements et glissements de terrain sont parfois importants. Ainsi, le 2 avril 2013, un rocher de 50 m3 est tombé sur la RD 4085 entre Castellane et La Garde.

### Commune jumelée

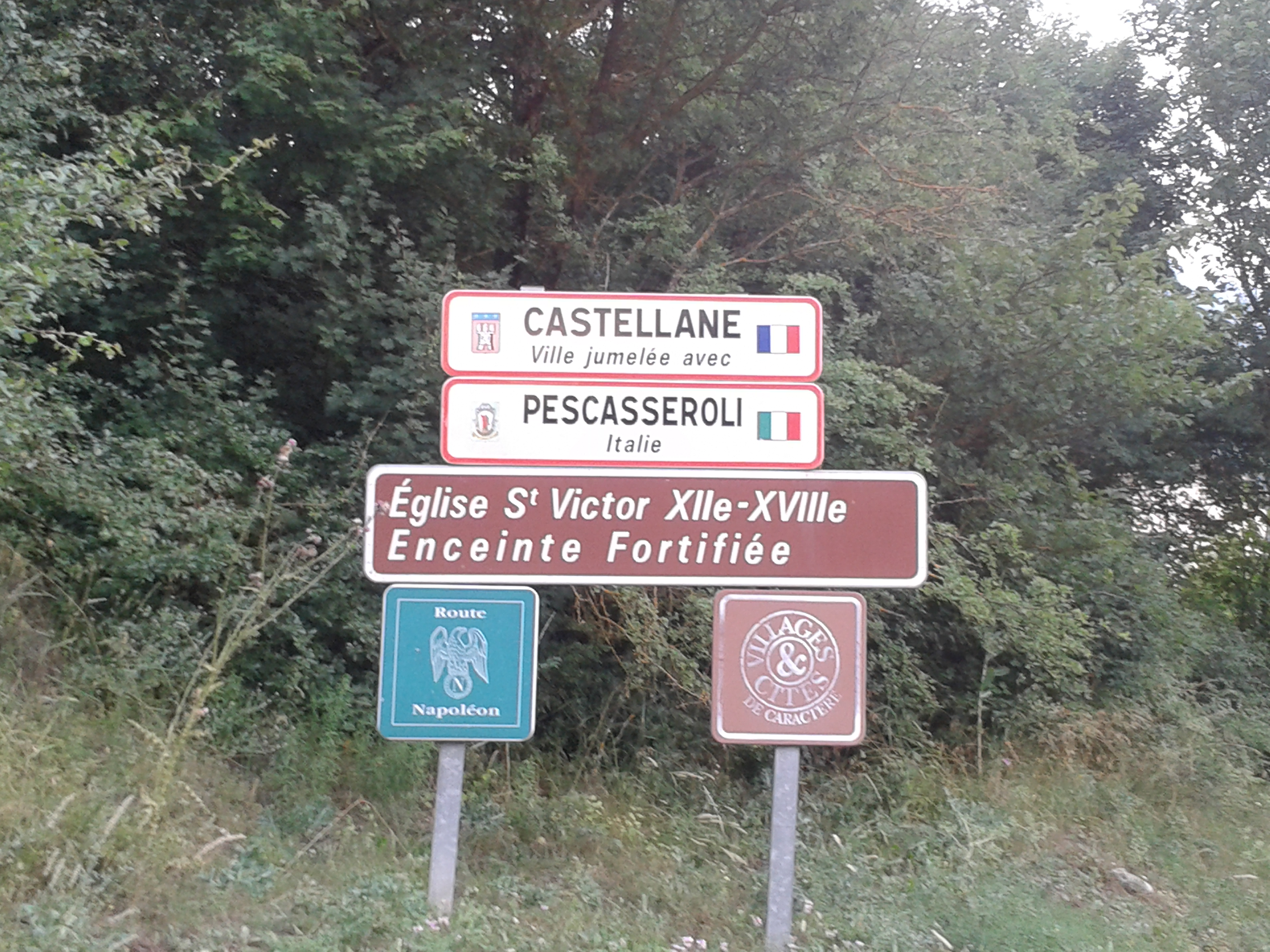
Panneau annonçant l'entrée dans la commune de Castellane.

| Castellane Pescasseroli |

- Pescasseroli (Italie) depuis 2001

## Économie

### Aperçu général
En 2009, la population active atteignait les 686 personnes, avec un taux de chômage de 12,4 % (le nombre de chômeurs passe de 85 à 151 de 2010 à 2011). Le nombre d’emplois était de 772, ce qui procure un taux de concentration d'emploi de 126 % (la commune est un centre économique qui attire les travailleurs de l’extérieur) mais un actif sur six travaille hors de la commune. L’emploi salarié domine, à 72 %.

### Agriculture
Vingt-et-une exploitations étaient installées dans la commune en 2010, un chiffre en baisse continue depuis 2000 (perte de quatre exploitations) et 1988 (douze exploitations perdues en 22 ans). Actuellement[Quand ?], douze exploitations sont spécialisées dans l’élevage ovin ou équin, et trois dans les cultures permanentes (sur plantation, du type lavande ou arboriculture). Trois autres exploitations ont conservé un modèle de polyculture. La surface agricole utilisée, 713 ha, est en très forte baisse, avec plus de mille hectares qui ne sont plus affectés aux pâturages depuis 2000. La surface encore exploitée est majoritairement affectée à l’élevage.

### Industrie et construction
Le secteur secondaire comptait 45 établissements en 2009 et 84 salariés.

### Activités de service
Le secteur tertiaire est le plus important de la commune en nombre d’établissements (204, plus 37 établissements relevant de l’administration, de la santé et de l’action sociale) et de salariés (plus de trois cents en 2009).
Selon l’Observatoire départemental du tourisme, la fonction touristique est très importante à Castellane, avec plus de 5 touristes accueillis pour un habitant, l’essentiel de la capacité d’accueil étant marchande. Le tourisme d’été, favorisé par le départ des gorges du Verdon, alimente de nombreuses résidences secondaires, des campings (Camping La Ferme de Castellane, Camping Panoramique du Verdon) et des hôtels (Hôtel du Roc Castellane, Hôtel Les Canyons du Verdon) : la population décuple l’été. La base de loisirs du Cheiron est installée sur le lac de Castillon (avec vestiges du camping de la fin des années 1940).
Dans le détail, Castellane compte de nombreuses infrastructures d’hébergement (chiffres 2012) :
- six hôtels classés, avec 112 chambres (offre stable depuis 2008)[60]

,, ;
- treize campings, avec un total de 1700 emplacements, majoritairement en campings 3 et 4 étoiles (88 %)[61] et avec également une aire naturelle de camping[63]

. L’offre est en baisse depuis quelques années : un camping de moins et 9,5 % des emplacements disparus avec une orientation vers une offre plus qualitative. Castellane dispose de la plus importante capacité d’accueil en camping du département;
- un hébergement collectif sous forme de gîte[65] ;
- des meublés labellisés[66] ;
- quelques chambres d’hôtes[67] ;
- plus de 600 résidences secondaires, soit 30 % des logements disponibles[61].

### Tourisme
Castellane, commune des Alpes-de-Haute-Provence, est une destination touristique de premier plan, particulièrement en été, en raison de sa position stratégique à l’entrée des Gorges du Verdon, l’un des sites naturels les plus impressionnants de France. Cette analyse explore les aspects du tourisme à Castellane, en mettant l’accent sur les hôtels et campings nombreux, ainsi que sur le contexte plus large qui attire les visiteurs.
Contexte Touristique
Les recherches montrent que Castellane est un pôle touristique majeur, avec un ratio de plus de cinq touristes par habitant en saison estivale, ce qui décuple pratiquement sa population. Cette popularité est renforcée par son inclusion dans le Parc Naturel Régional du Verdon, offrant un cadre idéal pour des activités de plein air telles que la randonnée, l’escalade et le canoë-kayak. La ville est également connue pour ses sites culturels, comme le Roc Notre-Dame, un point de vue panoramique classé, et des musées tels que le Musée de la Résistance et le CitroMuseum, qui enrichissent l’expérience des visiteurs.
Options d’Hébergement
L’offre d’hébergement à Castellane est diversifiée et abondante, répondant aux besoins variés des touristes. Selon les données disponibles, la ville compte six hôtels classés, offrant un total de 112 chambres, ce qui garantit des options confortables pour les voyageurs cherchant un séjour traditionnel. Parmi ces hôtels, on peut citer des établissements comme l’Hôtel du Roc Castellane et l’Hôtel Les Canyons du Verdon, bien notés par les visiteurs.
Pour les amateurs de camping, Castellane propose treize campings, dont la majorité (88 %) sont classés 3 ou 4 étoiles, indiquant une qualité élevée des services. Ces campings offrent collectivement 1700 emplacements, ce qui en fait l’une des plus grandes capacités de camping du département. Des exemples incluent le Camping La Ferme de Castellane  et le Camping Panoramique du Verdon, souvent loués pour leur cadre naturel et leurs commodités. L’offre de camping a toutefois connu un léger déclin, avec une réduction de 9,5 % des emplacements et la fermeture d’un camping récemment, mais reste significative.
Outre les hôtels et campings, Castellane dispose d’un gîte, de plusieurs chambres d’hôtes et de plus de 600 résidences secondaires, représentant environ 30 % des logements disponibles. Ces options supplémentaires permettent aux visiteurs de choisir des hébergements plus personnalisés ou adaptés à des séjours prolongés, renforçant l’attrait de la ville pour un public diversifié.
Attractions et Impact Touristique
Le tourisme à Castellane est également soutenu par des infrastructures culturelles, comme la Maison Nature & Patrimoines, et des sites historiques, tels que les clues de Taulanne et de Chasteuil, traversées par des routes emblématiques comme la route Napoléon. Ces attractions, combinées à la beauté naturelle de la région, expliquent pourquoi la ville est un point de départ privilégié pour explorer les Préalpes de Castellane et les lacs environnants, comme le Lac de Castillon, où se trouvent des vestiges datant des années 1940.
En résumé, Castellane se distingue par une offre d’hébergement variée et abondante, avec ses nombreux hôtels et campings qui répondent aux besoins des milliers de touristes visitant la région chaque année pour découvrir ses paysages époustouflants et son patrimoine unique. Cette analyse, basée sur des sources fiables comme Wikipédia et des plateformes de réservation, reflète l’importance du tourisme dans l’économie locale et la capacité de la ville à accueillir un flux important de visiteurs.
Tableau Récapitulatif des Hébergements
Pour mieux organiser les informations, voici un tableau récapitulatif des options d’hébergement à Castellane :  
| Catégorie            | Nombre                                                          | Détails                                        | Exemples d’Établissements                                      |
| -------------------- | --------------------------------------------------------------- | ---------------------------------------------- | -------------------------------------------------------------- |
| Hôtels classés       | 6                                                               | 112 chambres au total                          | Hôtel du Roc Castellane Hôtel Les Canyons du Verdon            |
| Campings             | 13                                                              | 1700 emplacements, majoritairement 3-4 étoiles | Camping La Ferme de Castellane , Camping Panoramique du Verdon |
| Autres (gîtes, etc.) | 1 gîte, plusieurs chambres d’hôtes, >600 résidences secondaires | Options variées pour séjours personnalisés     | -                                                              |

### Musées
Castellane compte en 2020 trois musées dont deux musées privés et un musée géré par la municipalité.
Ainsi, la Maison Nature & Patrimoines, est située sur la place Marcel Sauvaire dans les locaux de l’ancienne prison et gérée par la Mairie. Elle est composée de trois espaces d’exposition :
- L’exposition permanente« Sirènes & fossiles » : à l’aide des restes de siréniens, mammifères marins préhistoriques, cette exposition aborde l’histoire géologique du Verdon et l’espèce qui a fait naitre le mythe de la sirène, les lamantins[70].
- Un espace d’expositions biennales conçues par l’association Petra Castellana, association de sauvegarde et de valorisation du patrimoine[71],[72].
- Un espace qui accueille trois expositions temporaires par an : une autour de l’art contemporain, et deux autres sur le patrimoine notamment architectural et les savoir-faire du territoire.

En lien avec ces expositions, la Maison Nature & Patrimoines organise d’avril à novembre des ateliers, des conférences, des visites, etc. Elle est également le relais du parc naturel r du Verdon et accueille les studios de Radio Verdon. 

## Histoire

### Anciennes communes rattachées à Castellane
| Population sous l’Ancien Régime (feux sauf en 1765) |      |      |           |      |
|                                                     | 1304 | 1315 | 1471      | 1765 |
| Castillon                                           | 33   | 22   | 12        | 200  |
| Chasteuil                                           | 20   | 20   | 6         | 122  |
| Éoulx                                               | 44   | 46   | 10        | 355  |
| Robion                                              | 7    | 7    | 11        | 131  |
| Taloire                                             | 22   | 28   | 6         | 101  |
| Taulanne                                            | 15   | 16   | inhabitée | 97   |
| Villars-Brandis                                     | 10   | 10   | 2         | 99   |

Sept communes furent successivement rattachées à Castellane, la plupart dans les années 1970, il s'agit de :
- Castillon, rattachée en 1948 lors de la construction du barrage de Castillon ;
- Chasteuil : la communauté est citée au XIIIe siècle, sous les formes Castaneum[2] et Castonium[76] ;
- Éoulx : la communauté est citée en 1045, sous la forme Evols[77],[81]. L’abbaye Saint-Victor de Marseille y avait des biens, mais n’y a vraisemblablement jamais créé de prieuré[81] ;
- Robion : la communauté est citée vers 1045, sous la forme In Rubione[78],[81]. Elle relevait de l’abbaye Saint-Victor de Marseille et avait pour patron saint Trophime[81] ;
- Taloire : la communauté est citée en 1095, lorsque le château de Taloire (situé sur la montagne Saint-Étienne) est donné à l’abbaye Saint-Victor de Marseille, qui est donc seigneur laïc du fief[81]. La communauté était appelée Taladoira ou Taladora[79] ;
- Taulanne : la communauté est citée au XIIIe siècle, sous la forme Taulanna[79];
- Villars-Brandis : la communauté est citée au XIIIe siècle, sous la forme Brandisium[80]. La communauté n’avait pas d’église propre jusqu’à la fin du XIIIe siècle au moins[81]. On cite le hameau du Villard au XVIe siècle (Lo Villar)[80].

### Préhistoire et Antiquité

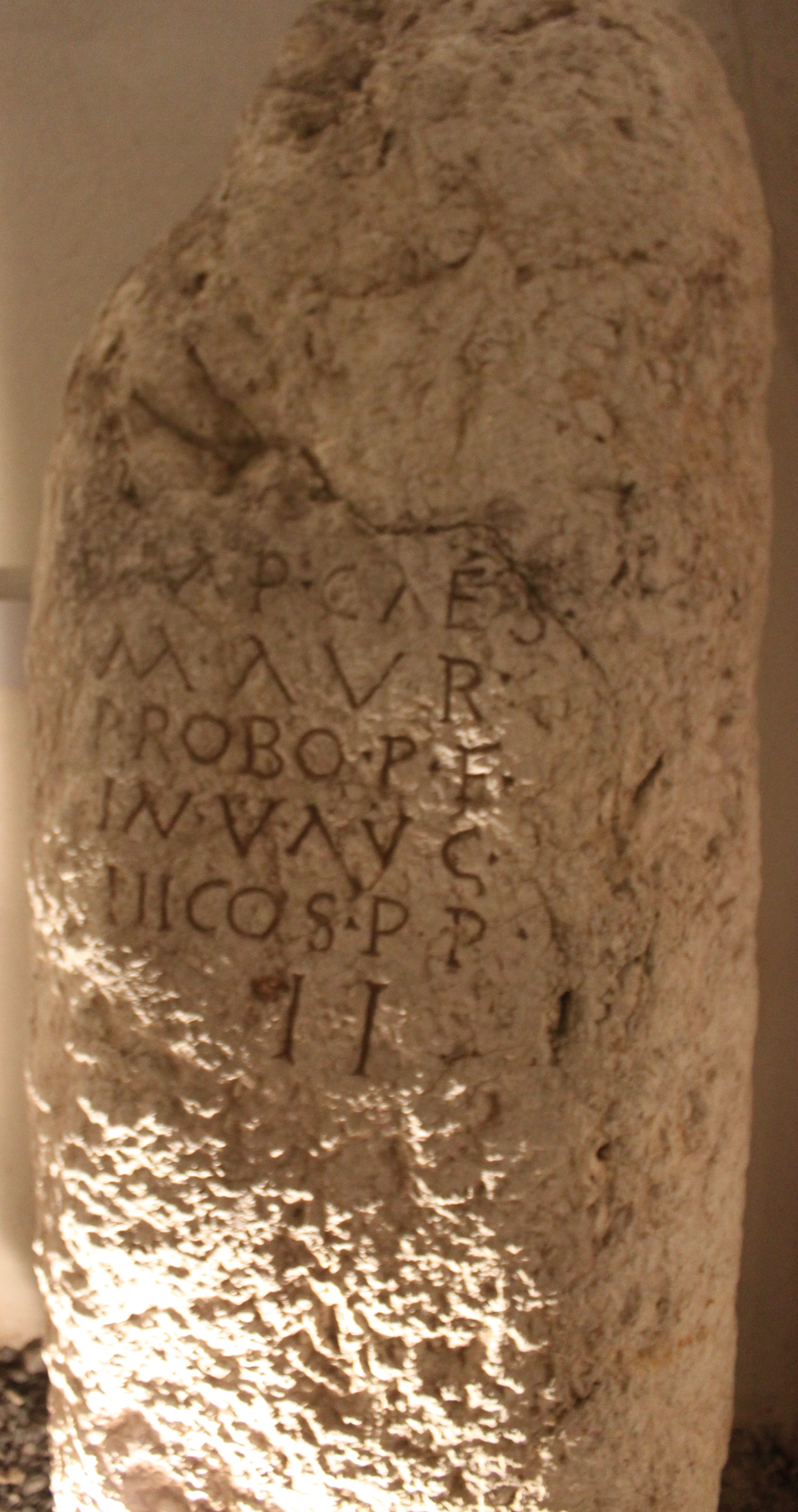
Milliaire de Probus retrouvé au col des Lèques.

La fréquentation du territoire de Castellane par des populations nomades est attestée déjà depuis le Néolithique _traces les plus anciennes : 6000 ans av. J.-C.. Une grotte ornée d’art pariétal se trouve sur la commune ; des tombes de l’âge du bronze ont été retrouvées dans une grotte de Castillon. Des tribus ligures occupent le territoire. Les Suetrii ou Suètres créent ensuite un oppidum appelé Ducelia, à proximité du Roc. Ils exploitent les nombreuses sources salées qui se trouvent à proximité et en revendent le sel. La plupart des communes aujourd’hui rattachées à Castellane étaient aussi peuplées par les Suetrii, seule Taulanne devait être habitée par le peuple qui avait sa capitale à Senez.
La conquête de la région est achevée par Auguste en 14 av. J.-C. Castellane est rattachée à la province romaine des Alpes-Maritimes et prend son essor. Les habitants de la cité s'installent tout d'abord sur le bord du Verdon pour y exploiter les sources salées encore visibles aujourd'hui. Des habitations s'établissent dans la plaine, et la ville est appelée Civitas Saliniensum (la cité des marchands de sel). Ce nom évoluera en Salinae,
Plusieurs voies romaines partent de ou passent par cette ville : 
- la Via Salinaria, en direction de l'ouest et de la Durance vers l'actuel Château-Arnoux ;
- la Via Ventiana, de Cimiez à Sisteron par Vence. Une borne milliaire dressée au début du IIIe siècle au nom de l'empereur Probus  a été retrouvée sur son trajet, au col des Lecques [88],[89] Elle est exposée au Musée de Digne depuis 1882.
- un embranchement vers les Via Aurelia et Via Domitia[90].
- une voie vers Entrevaux (Glandèves) par Soleilhas et Briançonnet[91].

De l’Antiquité gallo-romaine on a encore retrouvé un trésor de 34 monnaies d’or d’Arcadius et d’Honorius, (IIIe et IVe siècles apr. J.-C.) découvert en 1797 à Taloire et une inscription, dite de Julius Trophimus, visible dans le Jardin public de la caisse d'épargne, classée et référencée ILGN 0010.
Un évêché y est fondé au Ve siècle : son siège est transféré à Senez avant le VIe siècle, et y reste jusqu’à sa suppression à la Révolution française, malgré toutes les tentatives de le faire revenir à Castellane.

### Moyen Âge

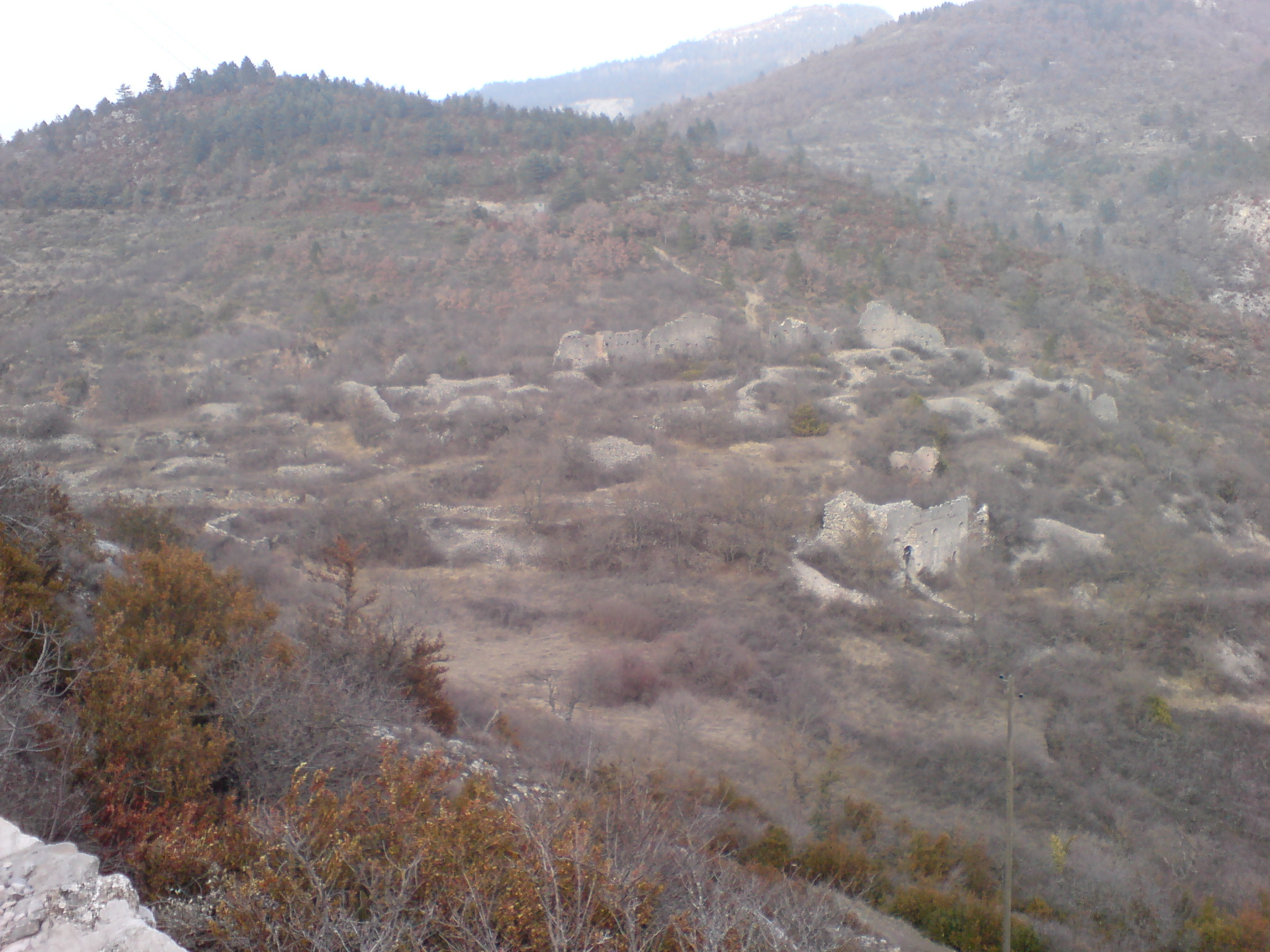
Le site intermédiaire de la ville de Castellane (au centre, l’ancienne église Saint-André).

Pour se protéger des invasions, l’habitat se déplace au sommet du Roc qui domine la vallée du Verdon, puis descend un peu à flanc de montagne sur les terrasses bordant le Roc. Certains vestiges de ce troisième site de Castellane, nommé Sinaca en 813 (actuel lieu-dit le Signal, puis Petra Castellana en 965) sont encore visibles. Au début du IXe siècle, tout le terroir environnant n’était peuplé que de 84 habitants. Pour des questions pratiques, les habitants s'installent ensuite au pied du Roc, dans le fond de la vallée.
C'est en 852 que Boniface de Castellane remporte une victoire sur les Maures, ce qui lui permet de constituer une vaste baronnie, dont 46 communautés villageoises étaient sujettes (de Cotignac au sud, dans le Var à Thorame-Haute au Nord, et de Soleilhas à Esparron).
Progressivement, trois bourgs coexistent : 
- le Rupes, au sommet du Roc, bientôt uniquement occupé par le château (construit en 977 par Pons-Arbaud et Aldebert[96]) ;
- le Castrum, à mi-hauteur, sur un site plus large mais facile à défendre ;
- le Burgum, site actuel, d’accès aisé et facilitant les échanges.

En 1189, le baron de Castellane Boniface III est attaqué par son suzerain Alphonse Ier de Provence auquel il refusait l'hommage, et doit se soumettre. Une autre guerre éclate entre le baron de Castellane et son comte en 1227. En 1262, c’est Charles Ier d’Anjou qui soumet Boniface VI de Castellane : il y installe le chef-lieu d'une nouvelle baillie,. Pour se protéger, outre les protections propres à la ville, les barons de Castellane ont construit une série d’avant-postes fortifiés : à Demandolx, à La Garde, à Chasteuil, Rougon, et peut-être à Taloire. En 1300, une petite communauté juive comptant 8 feux était établie à .
En 1342, le ressort de la baillie de Castellane est s'étend sur trois cantons supplémentaires : Barrême, de Comps et de Colmars.
La Peste noire atteint Castellane en 1348, et est suivie d’une crue dévastatrice du Verdon.
La mort de la reine Jeanne Ire ouvre une crise de succession à la tête du comté de Provence, les villes de l’Union d'Aix (1382-1387) soutenant Charles de Duras contre Louis Ier d'Anjou. Le châtelain de Castellane, Louis d’Anduse, également seigneur de La Voulte, prend le parti du duc d’Anjou dès le printemps 1382, ce soutien étant conditionné à la participation du duc à l’expédition de secours à la reine. La communauté de Castellane, elle, se rallie en février 1386, après la mort du duc et des négociations avec la régente Marie de Blois, qui envoie deux ambassades en décembre 1385 et février 1386. Celle-ci accorde à la communauté le rattachement au domaine royal, ce qui signifiait relever d’un autre régime légal et fiscal. Comme pour de nombreux autres bourgs, la régente espérait obtenir des ralliements en chaîne des communautés et seigneurs des alentours. Ce raisonnement fonctionna, par exemple avec Guillaume de Forcalquier et son fils Jean Raynaut, seigneurs d’Eoulx, font leur soumission en juillet 1386. La communauté d’Éoulx était en conflit ancien avec ses seigneurs, ce qui entraîne la confiscation des biens de rebelles au profit des seigneurs. Par contre, Blieux persiste dans son engagement carliste jusqu’à fin 1387.
En 1390, Raymond de Turenne ravage le terroir environnant et le village de Taulanne, sans réussir à prendre la ville, mais en détruisant le pont de bois sur le Verdon. Au milieu du XVe siècle, le bourg en hauteur est complètement abandonné au profit de celui du site de plaine.
Le pont existait déjà au Moyen Âge ; il est construit en pierre à partir du XVe siècle. Une maison des frères pontifes se chargeait de son entretien. Ce pont plaçait Castellane sur l’itinéraire fréquenté entre la Méditerranée et le pont sur la Durance de Sisteron. Le péage du pont sur le Verdon et la foire née à la fin du Moyen Âge, foire qui se maintient jusqu’à la fin de l’Ancien Régime, assurent une prospérité relative au bourg,.
Au XVe siècle, une communauté s’installe sur le site actuel de Taloire.
La Provence est rattachée à la Couronne de France en 1483, et Louis XI fait raser le château. En 1486, un consulat est conféré à Castellane par le roi Charles VIII de France, qui peut s’administrer elle-même.

### Renaissance
À la fin du Moyen Âge, le système de grande transhumance se développe énormément, les troupeaux de la côte montant l’été dans les hautes vallées alpines. Certaines drailles passent par le pont de Castellane où un péage est installé. Au début du XVIe siècle, on compte entre 78 000 et 120 000 têtes qui passent chaque année en mai et juin.
Les Impériaux de Charles Quint pillent la ville en 1536.
Des troubles religieux éclatent dès 1559, Brun de Caille ayant converti les Castellanes. Paulon de Mauvans, capitaine protestant, pille la ville à l'été 1560, puis s’y installe après un armistice avec le gouverneur de Provence, le comte de Tende. La ville est attaquée par les protestants le 4 octobre 1574, mais ils en sont chassés par les habitants sortis de la ville et les habitants du voisinage, puis poursuivis jusqu’à la clue de Taulanne.
Le 30 janvier 1586, le baron d’Allemagne et le duc de Lesdiguières tentent de surprendre la ville. L’attaque est repoussée, le baron d’Allemagne est blessé d’une balle dans le dos, ce qui provoque le repli des assaillants. Ce siège est depuis célébré chaque année le dernier week-end de janvier, à travers la cérémonie des Pétardiers (sapeurs artificiers). L’attaque est reconstituée, et notamment l’épisode où Judith Andre ou Andrau, la femme de Barrême, tua le capitaine des pétardiers, Jean Motte, en lui versant un chaudron de poix bouillante du haut de la porte de l'Annonciade, réputée point faible du village.

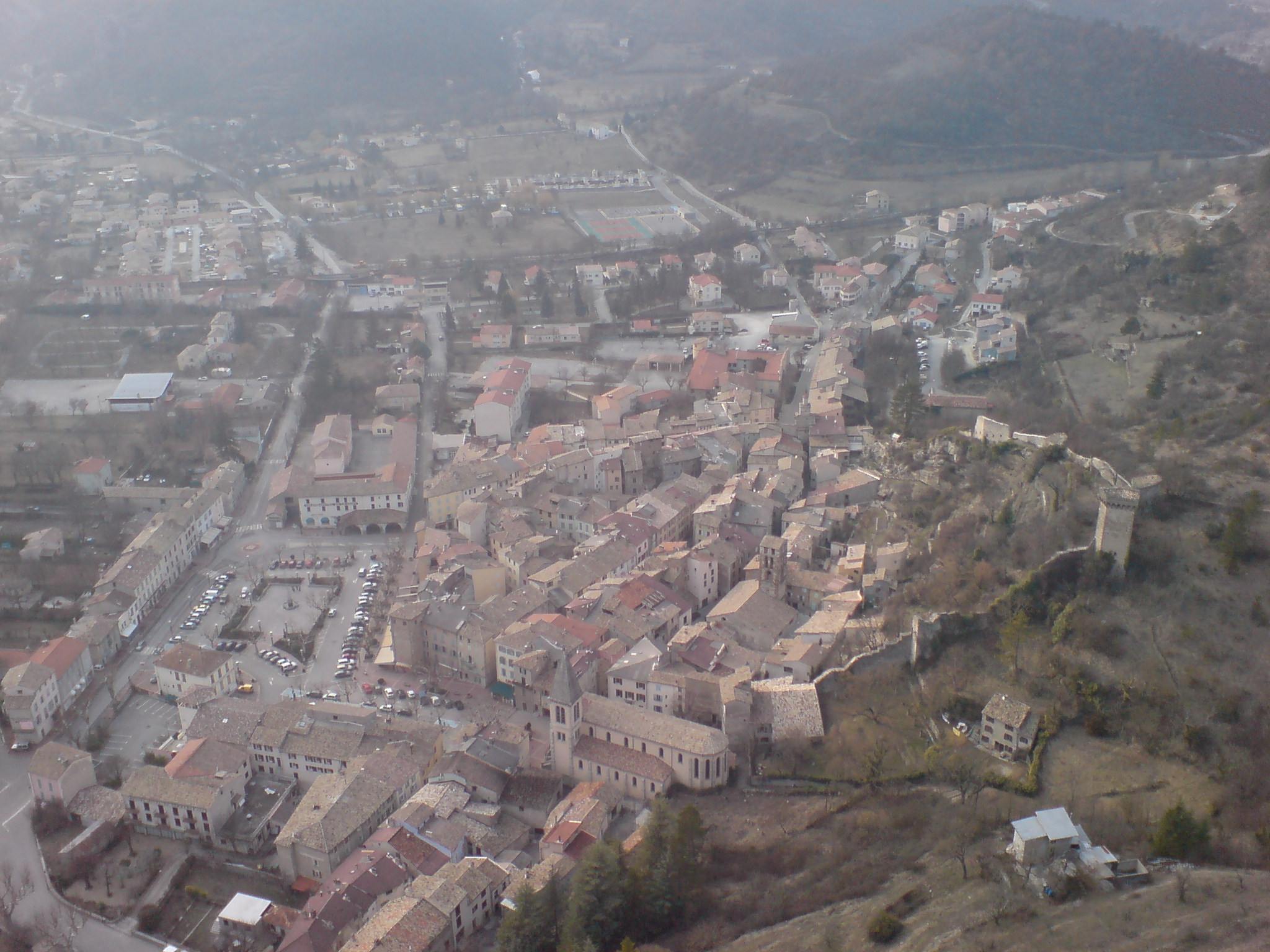
Castellane vue du Roc, ancien site de la ville qui la domine.

### XVIIeetXVIIIesiècles
La ville est le siège d’une vaste viguerie jusqu’à la Révolution, dont la juridiction s’étend jusqu’à Saint-André. L’échec de l’installation de présidiaux en Provence en 1639 profite à Castellane, qui voie son rôle administratif renforcé et confirmé par l'installation d'une sénéchaussée en 1641, qui remplace la cour royale.
Une nouvelle peste frappe la ville en 1630.
L’évêque janséniste Jean Soanen tente de rendre les célébrations du Saint-Sacrement, de la Saint-Jean et de la Saint-Éloi plus mesurées et moins débridées, la jeunesse du bourg ayant pour coutume de les fêter avec tambour, musique et coups de feu. Les jeunes refusent, résistent, font encore plus de bruit, et même se révoltent, empêchant la procession de l’octave du Saint-Sacrement de sortir de l’église, le 22 juin 1710. En 1726, ceux de Robion, que le curé voulait empêcher de danser le dimanche, se révoltent de même. Les Austro-Sardes occupent brièvement la ville en 1746, lors de la guerre de Succession d’Autriche.
En décembre 1746, pendant la guerre de Succession d'Autriche, la Provence est envahie par une armée austro-sarde. Un corps de 2 000 hommes s’empare de Castellane, puis des villages alentour (jusqu’au château de Trigance). Après quelques difficultés, les armées espagnole et française coordonnent une contre-offensive, qui commence début janvier par la prise d’un avant-poste autrichien installé à Chasteuil, par les troupes françaises sous les ordres du comte de Maulévrier. Le comte de Broun renforce son aile droite par quatre bataillons en garnison à Castellane, et six sur la rive sud du Verdon. Sept autres bataillons forment un deuxième échelon à disposition. En face, 9 bataillons et dix escadrons espagnols stationnés à Riez et 2 500 Suisses payés par l’Espagne et cantonnés à Senez, les tiennent en respect. Le 21 janvier, les troupes hispano-françaises passent à l’offensive, commandées par Maulévrier (côté français) et Taubin (côté espagnol) : les Espagnols quittent leurs quartiers de nuit et s’avancent vers Castellane par la clue de Taulanne, les Français passent par les gorges du Verdon. Les marches d’approche, difficiles, permettent néanmoins une attaque coordonnée vers 7 heures. Les premiers avant-postes sont enlevés sans difficulté, ce qui permet à Maulévrier de se lier sur sa gauche à Taubin, et d’envoyer une colonne de dragons rive droite du Verdon pour couper la retraite aux Autrichiens. L’assaut emporte sans difficulté les retranchements de campagne élevés par les Austro-Sardes, et l’armée franco-espagnole entre dans Castellane. La colonne de dragons français empêche la retraite des derniers Autrichiens. Au total, 287 sont faits prisonniers, dont le baron de Neuhaus, lieutenant général commandant la place. Les Austro-Sardes ont eu en outre une centaine de tués, contre vingt aux Franco-Espagnols. Les villages de La Garde, Eoulx, Robion, Taloire, Trigance et Comps sont évacués le 22 janvier.
En 1760, la taxe prélevée par le roi de Piémont-Sardaigne sur le commerce de drap, entraîne une forte diminution de la production textile de la ville. La production de cadis et de cordeillats, toile de laine grossière et inusable, se maintient jusqu’à la Révolution, s’écoulant auprès de la clientèle locale.
Jusqu’à la Révolution, deux sources salées étaient utilisées pour la production de sel, via des marais salants,.
À la veille de la Révolution française, il existait plusieurs fiefs sur le territoire actuel de la commune : Éoulx, Le Castellet-de-Robion (érigé en baronnie en 1755), Chasteuil, Taulanne et Castillon, soit cinq fiefs en plus de Castellane pour les huit communes créées à la Révolution (d’après l’état d’afflorinement de 1783). Sur le même territoire, il existait neuf paroisses : Castillon, La Baume, Taulanne, La Palud, Chasteuil, Taloire, Villars-Brandis, Robion, et Castellane. La paroisse d’Éoulx était commune avec la communauté de La Garde. La cité de Castellane à elle seule payait plus d'impôt que celle de Digne ; elle était un important bourg rural, à la fois par ses fonctions de justice (avec 8 avocats et 5 procureurs) et de production avec 12 fabriques : parmi ces douze fabriques, on compte six chapelleries, deux fabriques de cire, une faïencerie, une tuilerie, une magnanerie, et l'industrie du cuir est aussi représentée. Un bureau de la poste royale est aussi installé à Castellane à la fin de l’Ancien Régime.

### Révolution française
La nouvelle de la prise de la Bastille est accueillie favorablement, cet événement annonçant la fin de l’arbitraire royal et, peut-être, des changements plus profonds dans l’organisation de la France. Immédiatement après l’arrivée de la nouvelle, un grand phénomène de peur collective s’empare de la France. Des rumeurs de troupes de plusieurs milliers d’hommes en armes, soldés par les aristocrates et dévastant tout sur leur passage, se propagent à grande vitesse et provoquent la panique. On sonne le tocsin, on s’arme, on envoie des messages aux villages voisins pour se renseigner, ce qui propage la peur. Les solidarités se créent ainsi ; les milices formées à cette occasion constituent la base des bataillon de la Garde nationales. Cette Grande Peur, venant de Digne et appartenant au courant de la « peur du Mâconnais », atteint Castellane et sa région le 31 juillet 1789 avant de se propager vers la vallée du VarMichel Vovelle, « Les troubles de Provence en 1789 », carte 154 et commentaire, in Baratier, Duby et Hildesheimer 1969..
La société patriotique (Société des Amis de la Constitution) est enregistrée le 8 septembre 1791, disparaît, puis se reconstitue le 6 mai suivant, lors de la tournée des administrateurs départementaux. Elle prend alors pour nom Société des Amis de la Liberté, Égalité, Paix et Loix. Masséna s’y inscrit et les femmes fondent un club distinct des hommes, avant que les deux ne fusionnent. Elle compte jusqu’à 293 adhérents, soit 40 à 70 % de la population masculine, et s’affilie au club des Jacobins de Paris (la seule du district dans ce cas), puis à celui des Jacobins de Marseille le 17 juin 1792. Les discussions, qui ont lieu majoritairement en provençal, sont animées et dégénèrent parfois en pugilat, par exemple le 29 juin 1792 à propos d’une éventuelle descente des Marseillais. Le 5 frimaire an III, le représentant en mission Gauthier épure la société.
Une sous-préfecture est créée en 1800 avant il s'agissait d'un district.

### XIXesiècle
L’industrie du drap, déjà bien implantée au siècle précédent, est prospère dans la première moitié du XIXe siècle. Mais les métiers à domicile sont remplacés par la fabrique Barneaud, construite à la fin des années 1830 sur le modèle de la fabrique Honnorat de Saint-André-de-Méouilles. Elle emploie 9 ouvriers en 1872, puis disparaît en 1878.
La Révolution et l’Empire apportent nombre d’améliorations, dont une imposition foncière égale pour tous, et proportionnelle à la valeur des biens de chacun. Afin de la mettre en place sur des bases précises, la levée d’un cadastre est décidée. La loi de finances du 15 septembre 1807 précise ses modalités, mais sa réalisation est longue à mettre en œuvre, les fonctionnaires du cadastre traitant les communes par groupes géographiques successifs. Ce n’est que dans les années 1834-1835 que le cadastre dit napoléonien des communes de Castellane et des communes rattachées est achevé.
Le coup d'État du 2 décembre 1851 commis par Louis-Napoléon Bonaparte contre la Deuxième République provoque un soulèvement armé dans les Basses-Alpes, en défense de la Constitution. Après l’échec de l’insurrection, une sévère répression poursuit ceux qui se sont levés pour défendre la République : 8 habitants de Castellane sont traduits devant la commission mixte, la peine la plus courante étant la déportation en Algérie.

### XXesiècle
Le 10 septembre 1926, la sous-préfecture est supprimée, dans le cadre du plan d’économies de Poincaré, puis est rétablie par le Régime de Vichy le 1er juin 1942.
Un camp d’internement est construit à Chaudanne (communes de Castillon et Villars-Brandis) pendant la Seconde Guerre mondiale. Dix-sept juifs sont arrêtés à Castellane avant d’être déportés. Le 9 décembre 1943, l’Armée secrète (AS) et les Francs-tireurs et partisans (FTP) attaquent le chantier du barrage de Castillon, où ils s’emparent de 5 tonnes d’explosifs.
La commune est libérée le 18 août 1944 par la 36e division d'infanterie américaine débarquée en Provence de 15 août 1944 (7e armée US),.
Le milieu du XXe siècle marque la fin de la culture de la vigne pour l’autoconsommation
.
En 1951, un tremblement de terre a lieu à Taloire.
Plusieurs communes sont rattachées après la Seconde Guerre mondiale :
- celle de Castillon, en 1948, lors de la construction du barrage homonyme ;
- Villars-Brandis en 1964,
- celles de Chasteuil, Eoulx, Robion, Taloire, Taulanne, qui forment autant de hameaux de la commune, en 1973.

## Héraldique
| Blason de Castellane | Blason  | De gueules à un château sommé de trois tours d'argent, ouvert, ajouré et maçonné de sable ; au chef cousu de France,. |
| Blason de Castellane | Détails | Armes parlantes. Le chef d'azur à trois fleurs de lys d'or fait allusion au royaume de France. Le château rappelle le nom de la ville : Castellane, en latin Castellum Salinensium, castellum signifie « château ». Le statut officiel du blason reste à déterminer. |

## Politique et administration

### Budget et fiscalité 2019
En 2019, le budget de la commune était constitué ainsi :
- total des produits de fonctionnement : 3 582 000 €, soit 2 262 € par habitant ;
- total des charges de fonctionnement : 3 289 000 €, soit 2 076 € par habitant ;
- total des ressources d’investissement : 1 683 000 €, soit 1 062 € par habitant ;
- total des emplois d’investissement : 1 324 000 €, soit 836 € par habitant.
- endettement : 665 000 €, soit 420 € par habitant.

Avec les taux de fiscalité suivants :
- taxe d’habitation : 11,81 % ;
- taxe foncière sur les propriétés bâties : 22,01 % ;
- taxe foncière sur les propriétés non bâties : 59,17 % ;
- taxe additionnelle à la taxe foncière sur les propriétés non bâties : 0,00 % ;
- cotisation foncière des entreprises : 0,00 %

Chiffres clés Revenus et pauvreté des ménages en 2017 : Médiane en 2017 du revenu disponible, par unité de consommation : 19 350 €.

### Intercommunalité
Castellane a fait partie, jusqu'en 2016, de la communauté de communes du Moyen Verdon, puis depuis le 1er janvier 2017 de la communauté de communes Alpes Provence Verdon - Sources de Lumière.

## Urbanisme

### Typologie
Au 1er janvier 2024, Castellane est catégorisée commune rurale à habitat dispersé, selon la nouvelle grille communale de densité à 7 niveaux définie par l'Insee en 2022.
Elle est située hors unité urbaine et hors attraction des villes,.

### Occupation des sols
L'occupation des sols de la commune, telle qu'elle ressort de la base de données européenne d’occupation biophysique des sols Corine Land Cover (CLC), est marquée par l'importance des forêts et milieux semi-naturels (90,4 % en 2018), en diminution par rapport à 1990 (91,3 %). La répartition détaillée en 2018 est la suivante : 
forêts (44,8 %), milieux à végétation arbustive et/ou herbacée (37,5 %), espaces ouverts, sans ou avec peu de végétation (8,1 %), zones agricoles hétérogènes (4,9 %), eaux continentales (2,3 %), prairies (1,7 %), zones urbanisées (0,6 %).
L'évolution de l’occupation des sols de la commune et de ses infrastructures peut être observée sur les différentes représentations cartographiques du territoire : la carte de Cassini (XVIIIe siècle), la carte d'état-major (1820-1866) et les cartes ou photos aériennes de l'IGN pour la période actuelle (1950 à aujourd'hui).

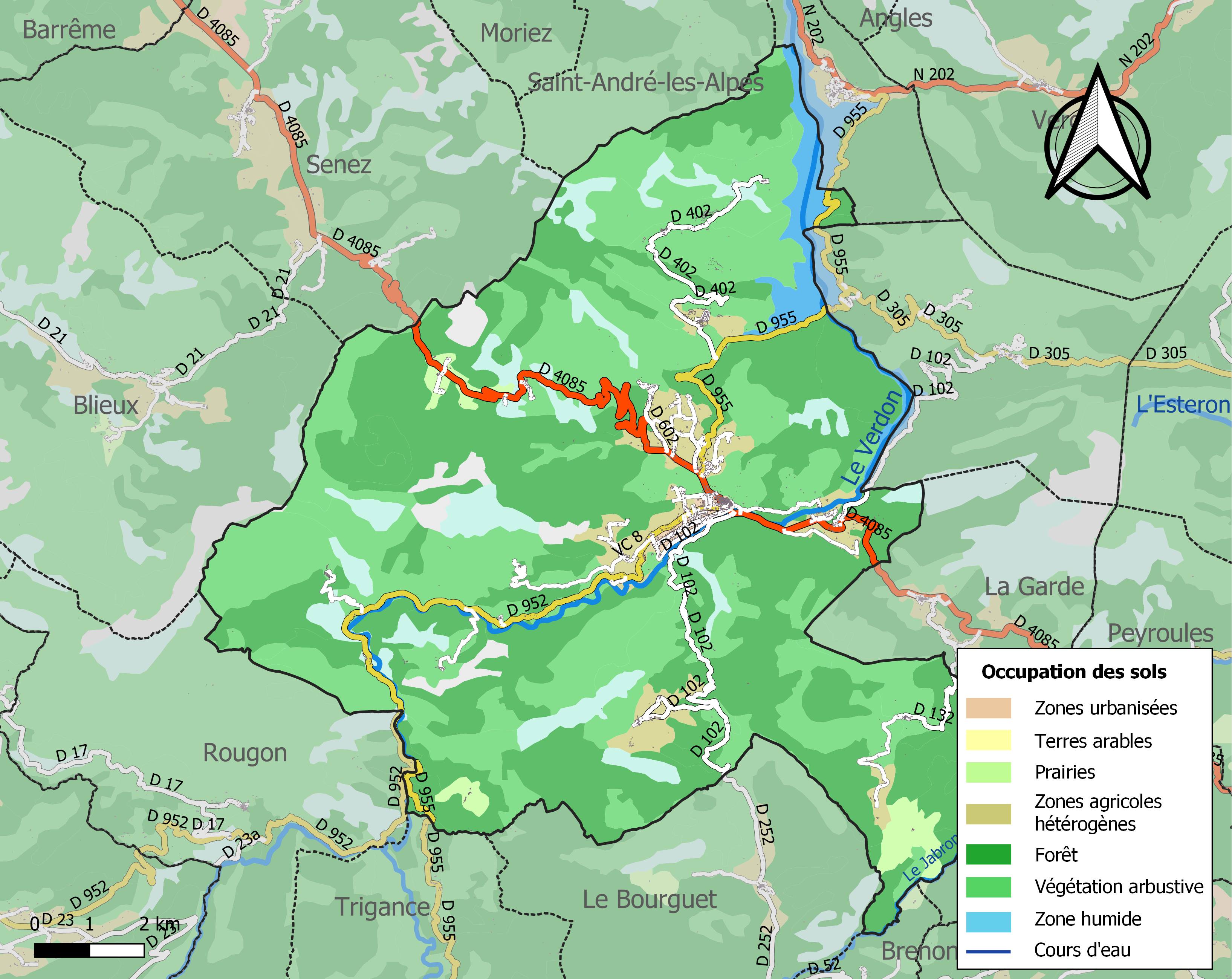
Carte de l'occupation des sols de la commune en 2018 (CLC).

### Administrations
Une brigade autonome de gendarmerie est implantée à Castellane. Elle est doublée d'un peloton de surveillance et d'intervention (PSIG).

## Population et société

### Démographie
L'évolution du nombre d'habitants est connue à travers les recensements de la population effectués dans la commune depuis 1716. Pour les communes de moins de 10 000 habitants, une enquête de recensement portant sur toute la population est réalisée tous les cinq ans, les populations de référence des années intermédiaires étant quant à elles estimées par interpolation ou extrapolation. Pour la commune, le premier recensement exhaustif entrant dans le cadre du nouveau dispositif a été réalisé en 2004.

En 2022, la commune comptait 1 454 habitants, en évolution de −6,01 % par rapport à 2016 (Alpes-de-Haute-Provence : +2,84 %, France hors Mayotte : +2,11 %).
| 1716  | 1765  | 1793  | 1800  | 1806  | 1821  | 1831  | 1836  | 1841  |
| ----- | ----- | ----- | ----- | ----- | ----- | ----- | ----- | ----- |
| 1 940 | 1 752 | 2 050 | 1 962 | 1 886 | 1 930 | 2 106 | 2 069 | 2 252 |

| 1846  | 1851  | 1856  | 1861  | 1866  | 1872  | 1876  | 1881  | 1886  |
| ----- | ----- | ----- | ----- | ----- | ----- | ----- | ----- | ----- |
| 2 187 | 2 200 | 2 129 | 1 989 | 1 842 | 1 814 | 1 904 | 1 891 | 1 858 |

| 1891  | 1896  | 1901  | 1906  | 1911  | 1921  | 1926  | 1931  | 1936  |
| ----- | ----- | ----- | ----- | ----- | ----- | ----- | ----- | ----- |
| 1 780 | 1 782 | 1 625 | 1 536 | 1 519 | 1 254 | 1 039 | 1 532 | 1 059 |

| 1946  | 1954  | 1962  | 1968  | 1975  | 1982  | 1990  | 1999  | 2004  |
| ----- | ----- | ----- | ----- | ----- | ----- | ----- | ----- | ----- |
| 1 279 | 1 092 | 1 110 | 1 114 | 1 234 | 1 383 | 1 349 | 1 508 | 1 592 |

| 2006  | 2009  | 2014  | 2019  | 2022  | - | - | - | - |
| ----- | ----- | ----- | ----- | ----- | - | - | - | - |
| 1 630 | 1 553 | 1 541 | 1 470 | 1 454 | - | - | - | - |

| 1302 | 1315     | 1471     |
| ---- | -------- | -------- |
| 262  | 292 feux | 134 feux |

### Enseignement
La ville dispose d’une bibliothèque, d’un collège, d’un hôpital local.
La commune est dotée de trois établissements d’enseignement :
- deux écoles, une primaire et une maternelle[170] ;
- le collège du Verdon[171].

### Santé
- Maison de santé pluriprofessionnelle « Ducelia »[172].
- Hôpital local-maison de retraite[173].
- Professionnels de santé sur la commune : médecins, cabinet dentaire, infirmiers, pharmacie.
- Centre hospitalier de Digne-les-Bains (58 km)[174].

### Cultes
Culte catholique paroisse de Castellane-Digne-Riez-Sisteron,.

## Lieux et monuments
Le plus ancien monument sur le territoire de la commune est le dolmen des Pierres Blanches, néolithique final-chalcolithique, inscrit.
Les musées Sirènes et fossiles et du Moyen Verdon fonctionnent en réseau avec les autres musées des gorges du Verdon, la maison de Pauline de Gréoux-les-Bains, l’écomusée de la Vie d’antan à Esparron-de-Verdon, la maison des gorges du Verdon à La Palud-sur-Verdon et le musée de la préhistoire des gorges du Verdon de Quinson.
Le musée de la résistance regroupe de nombreux objets et documents authentiques retraçant l'histoire de la résistance, notamment dans les  Alpes de Haute-Provence durant la Seconde Guerre mondiale.
Le citromuseum est un musée Citroën privé, consacré uniquement aux voitures d’après-guerre de la marque en état exceptionnel d’origine et à très faible kilométrage. 120 Citroën sur 2500 m² sont présentés au public. La voiture la plus exceptionnelle est la plus ancienne DS commercialisée connue à ce jour, la n° 32, présentée tournante dans sa corbeille, comme au premier jour du salon de Paris, le 6 octobre 1955.

### Sites naturels
Le Roc qui domine la ville, s'élevant à 930 mètres (soit plus de 200 m au-dessus du Verdon), est un site naturel classé depuis 1933. Le Roc est une singularité naturelle qui se détache dans la vallée du Verdon, et qui est visible de loin ; il est également classé en raison de son histoire, puisque la cité de Castellane s'y est implanté au Haut Moyen Âge.
Situé juste au pied du Roc, le pont du Roc est un site inscrit depuis 1940 (ses abords qui rejoignent les abords du site du Roc sont également inscrits ou classés).
Enfin, le plus grand site classé du département, les gorges du Verdon (7 600 ha protégés), sont classées à partir de la clue de Chasteuil depuis 1990. Les gorges sont citées dans la plupart des guides touristiques et présentent un paysage unique en France par son ampleur et la diversité des détails à observer.

### Architecture civile

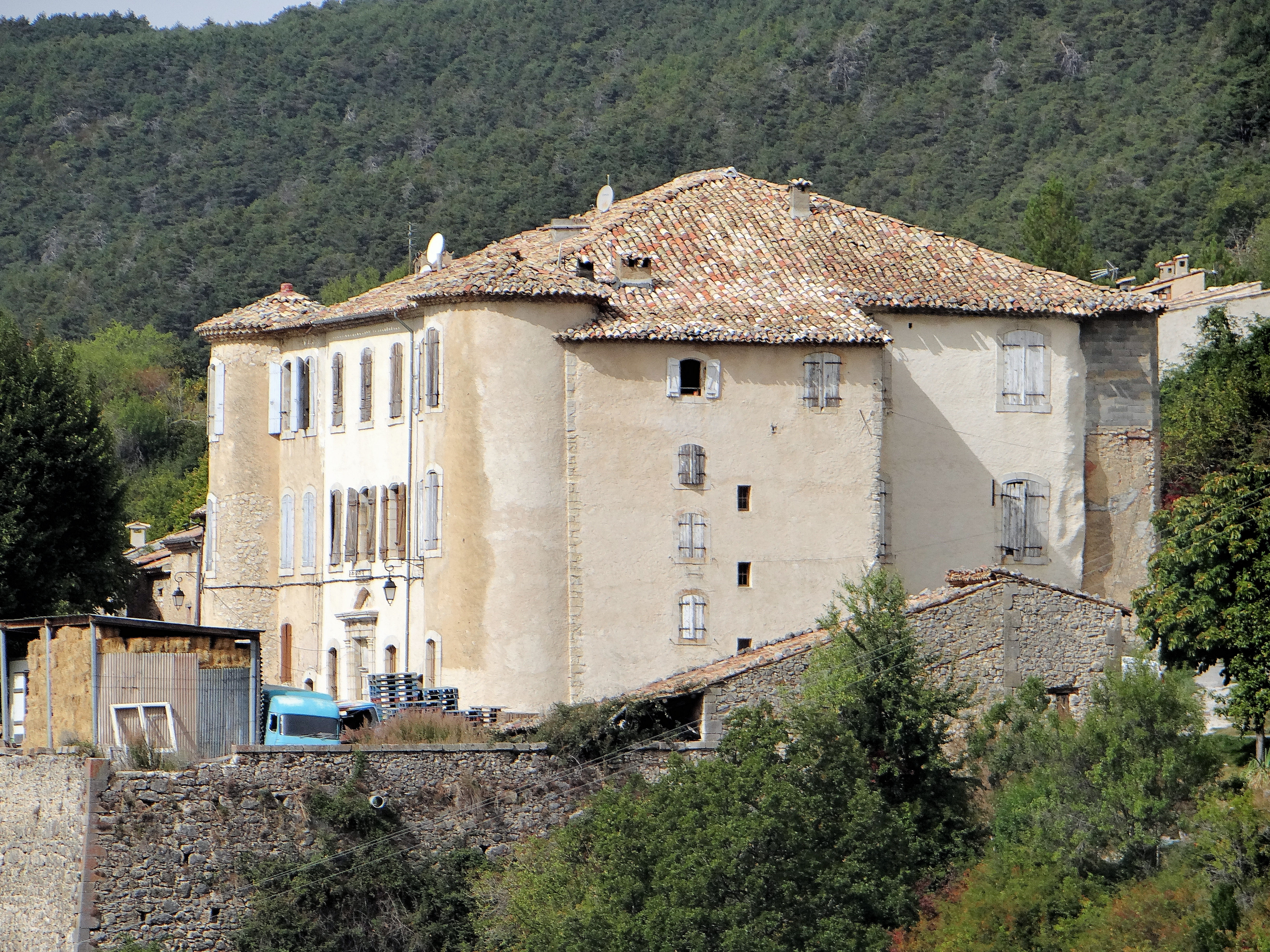
Le château d'Éoulx.

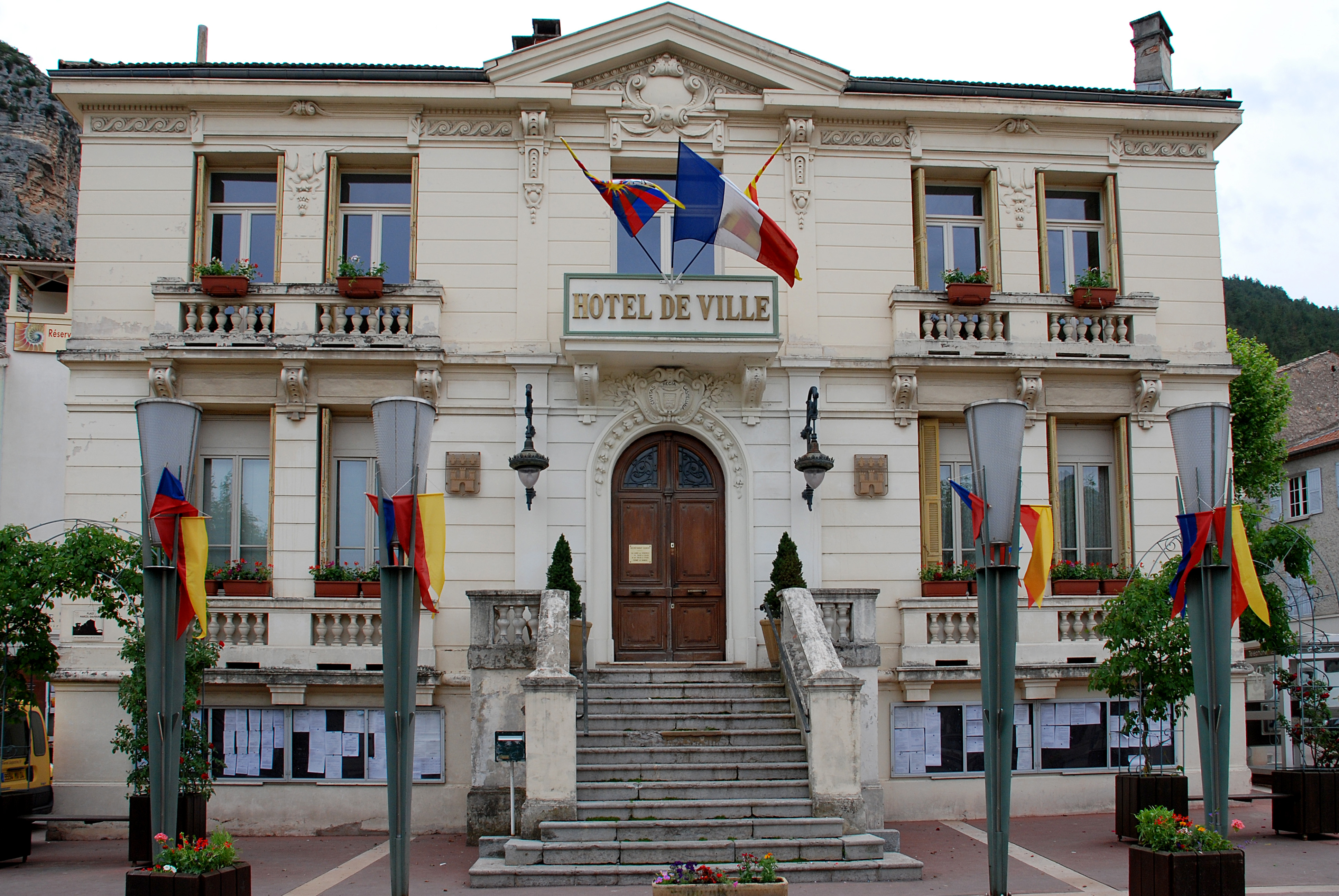
Mairie.

Le château du XVIIIe siècle à Éoulx est richement orné de gypseries, notamment les plafonds du premier étage, les panneaux surmontant les portes, la rosace en écailles du plafond du second étage. Extérieurement, il est doté de deux tours engagées, ses ouvertures sont cintrées.
La mairie est installée dans l’ancien bâtiment de la Caisse d'épargne, semblable à une villa : balcons soutenus par des consoles volumineuses et aux balustres épais, façade ornée d’un fronton.
Rue nationale, deux portes ont des impostes ou chapiteaux ornés de volutes, et un linteau est orné de rinceaux.
Sur la commune, plusieurs cabanes, en pierre sèche le plus souvent, ont fait l’objet d’une notice de l’inventaire topographique de la DRAC. Certaines sont couvertes d’une dalle monolithe. L’une d’elles, à Rayaup, date du XVIIIe siècle (l’inscription 1586 est très récente).
Le pont du Roc, supportant la route Sisteron-Vence, date de la première décennie du XVe siècle, et succède à plusieurs ponts de bois, dont le dernier jeté sur le Verdon vers 1300 fut détruit par Raymond de Turenne en 1390. Sa construction le rapproche des ponts de Nyons (construit en 1401, long de 42 m), Pont-de-Claix (construit en 1607-13, long de 45 m), Tournon (construit au XVIe siècle, long de 49 m), Entrechaux (long de 24,5 m). Le pape Benoît XIII accorda des indulgences pour toute personne qui ferait une aumône pour financer sa construction.
Il mesure 43 m de long, l’arche en dos-d’âne léger a 14,40 m de hauteur sous clef et 36 m de portée,,. Le tablier est large de 3,9 m hors-tout, les parapets laissent 3 m disponibles à la chaussée. La voûte segmentaire à double rouleau est de construction soignée en moyen appareil, et deux arcs de décharge le soutiennent rive droite.
En 1747, l’arrière-garde de l’armée austro-sarde y est accrochée par une sortie de la garnison.
Les tympans ont été restaurés à plusieurs reprises. Des tirants métalliques sont posés en 1697-99. Le pont dans son ensemble est restauré en 2008 et fermé à la circulation automobile. Il est désaffecté en 1967 et déclassé en 1982. Le pont et ses abords sont un site inscrit depuis 1940.
La bibliothèque est installée dans l’ancien couvent de la Visitation fondé en 1644.
La fontaine la plus monumentale, sur la place principale, est ornée d’une pyramide sur laquelle sont sculptés un compas croisé sur une équerre, deux ciseaux, et un maillet, emblèmes des Compagnons du devoir et/ou des Francs-Maçons. Au sommet de la pyramide se trouve un piédouche, avec une boule. Elle voisine avec un monument de bronze commémorant la visite du ministre des Travaux Publics Yves Guyot, en 1889.
La fontaine aux Lions du XVIIe siècle.
La tuilerie de Brans date de la fin du XIXe siècle : il ne subsiste qu’une partie du four.

### Art religieux
Des cippes funéraires antiques sont conservés à la chapelle Saint-Victor.

#### Notre-Dame du Roc

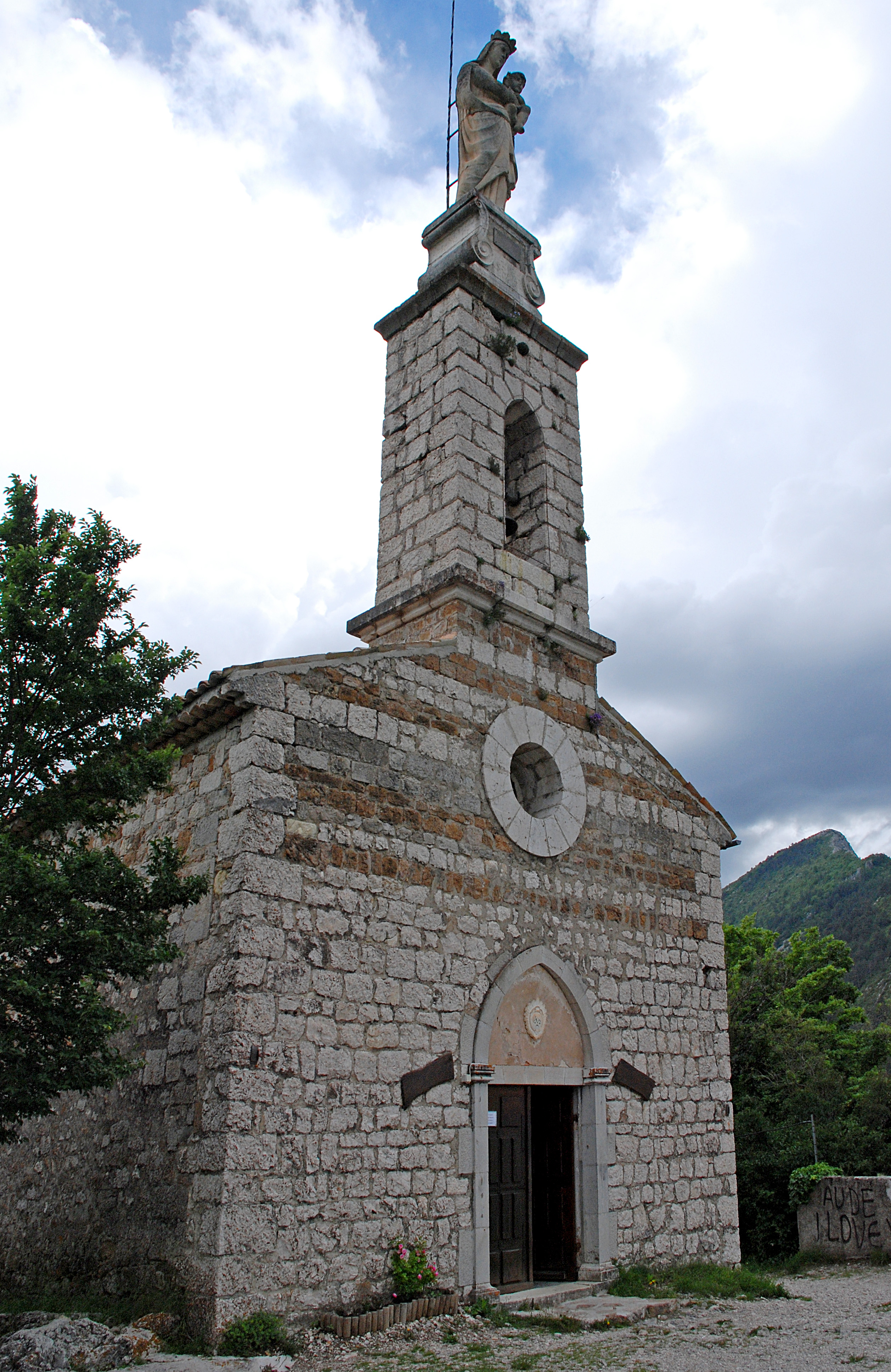
Chapelle Notre-Dame-du-Roc.

La chapelle Notre-Dame du Roc (site du Haut Moyen Âge), sur le Roc qui domine la ville, appartient à l’ancien couvent de la Merci. Mais le mur et la façade sud seuls datent de la fin du XIIe siècle, puisqu’elle a été à moitié abattue lors des guerres de religion, et reconstruite en 1590. Tombant en ruines en 1703, elle est à nouveau rebâtie au début du XVIIIe siècle et en 1860. Un chapiteau à feuillages et volutes date de la Renaissance.
Son mobilier contient :
- une statue de la Vierge, en marbre, du XVIe siècle (datation hypothétique[200], classée au titre objet[201]) ;
- deux tableaux représentant Saint Charles Borromée, et saint François et sainte Jeanne de Chantal, classés pour les tableaux et pour les cadres dorés, portant les armoiries de l’évêque de Senez Duchaîne et datés du XVIIe siècle[202].

Elle a reçu de très nombreux ex-voto datant des XIXe et XXe siècles,, dont :
- les classiques plaques gravées (136 au total[205]) ;
- des bouquets de mariée (21 au total[206]) ;
- un tableau donné après un vœu fait à Notre-Dame, daté de 1757, et classé[207] ;
- un tableau donné après l’épidémie de choléra, en 1835, classé[208] ;
- un tableau donné par un prisonnier libéré, daté de 1875 (classé au titre objet[209]) ;
- un tableau donné pour remerciement après une épidémie de petite vérole, daté de 1870, classé[210] ;
- un tableau, donné par une personne ayant échappé à un naufrage, en 1896, classé[211].

Un des ex-voto est une bouteille qui contient les instruments de la Passion du Christ : la croix portant le Christ, avec la lance, le marteau, les tenailles, la colonne ayant servi à flageller Jésus Christ, les dés, le fouet, ainsi que le coq, qui est ici le symbole du reniement de Pierre.

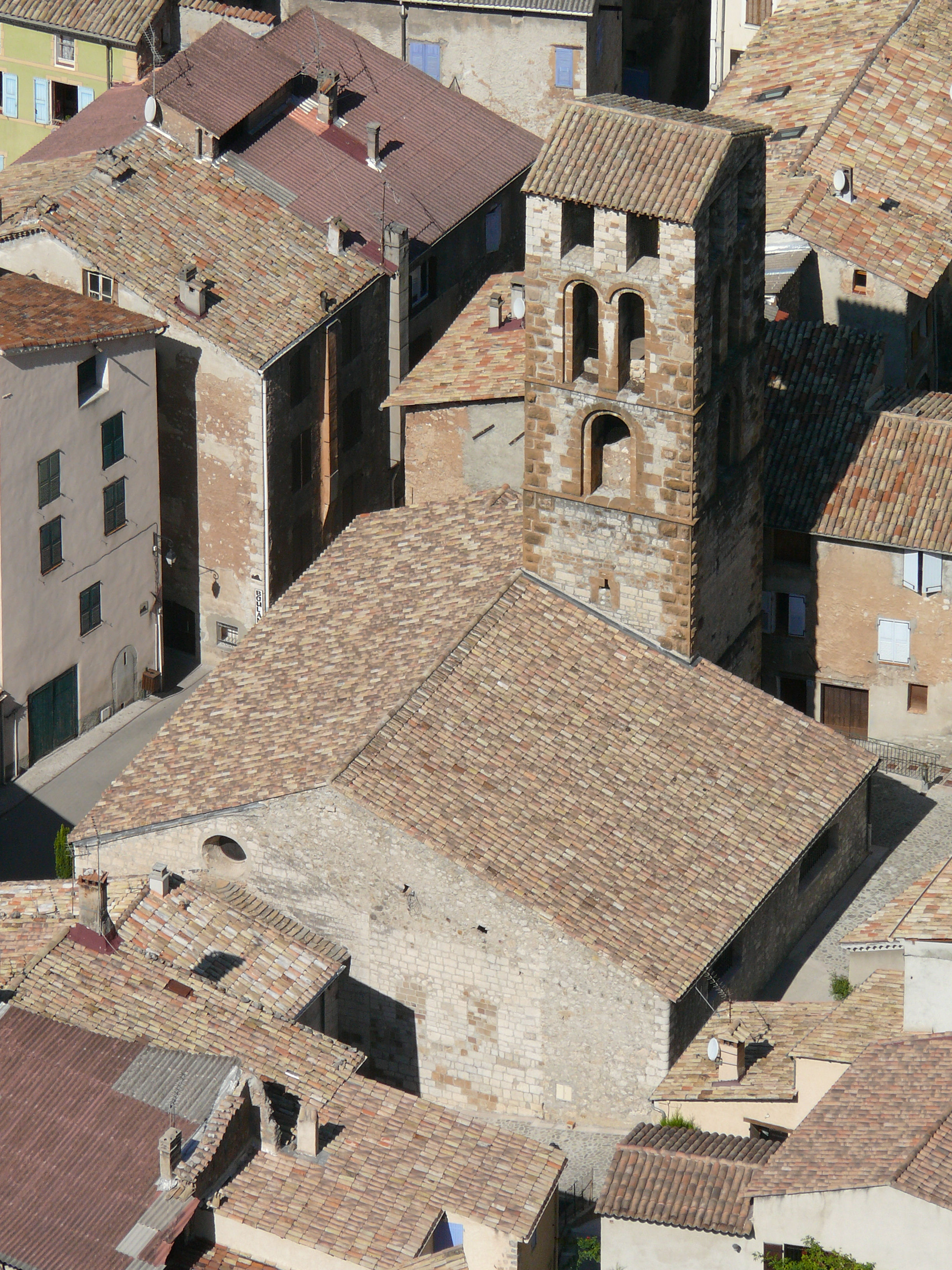
Église Saint-Victor.

#### Église Saint-Victor
L'ancienne église paroissiale Saint-Victor date en partie du XIIIe siècle ; elle est classée monument historique. Elle est construite de manière similaire et sur le même plan que l'église Saint-André, de l’ancienne ville située au-dessus de la ville actuelle. Elle a été le siège d'un prieuré de l'abbaye Saint-Victor de Marseille. L'abside est ornée de bandes lombardes, dont chaque arceau est monolithe. Exceptionnellement pour la région, elle possède un collatéral roman, revoûté au XVIIe siècle. La base du clocher date de 1445, mais le sommet est reconstruit au XVIIIe siècle. Ces travaux suivent les dégâts faits par les protestants en 1560.
Son autel date de 1724. Le chœur est orné de peintures, encadrées de boiseries, d'une Annonciation sculptée en haut-relief de bois doré (XVIIIe siècle, classée). Le mobilier de bois, les stalles, la chaire et le lutrin au pied hexagonal forment, au total, un ensemble intéressant des XVIIIe et XIXe siècles, dont certains éléments sont classés.
Son mobilier contient en outre un calice en argent du début du XVIIe siècle, dont le pied est polylobé, classé.

#### Autres édifices et lieux cultuels

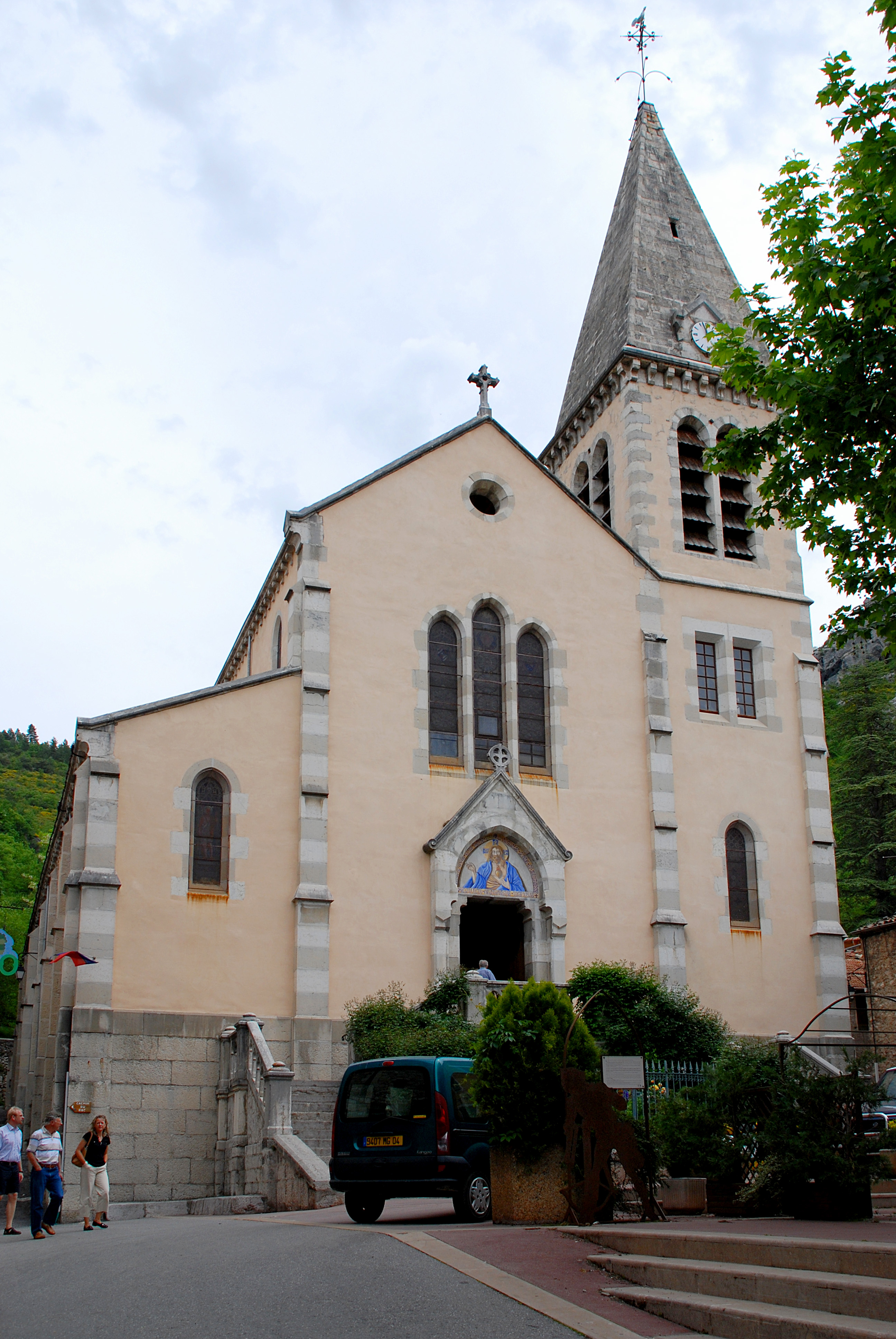
L'église du Sacré-Cœur.

L'église du Sacré-Cœur, actuelle église paroissiale est construite en 1868-1873 par l’abbé Joseph Pougnet et consacrée à Notre-Dame. Elle est agrandie par des bas-côtés en 1896. La première travée est occupée par une tribune. L’intérieur est gothique, le clocher est construit contre la façade.
Son mobilier comporte quelques éléments classés :
- deux custodes en argent, l’une datée des environs de 1650[224] et l’autre du XVIIIe siècle[225] ;
- une croix de bois doré du XVIIIe siècle[226] ;
- un calice d'argent du XVIe siècle[227].

Dans le mobilier liturgique, se trouvent encore un voile huméral orné d'une colombe, datant du XIXe siècle, symbole du Saint-Esprit et du Christ, ainsi qu'une chasuble blanche avec orfroi dessinant le contour de la croix, et un pélican se frappant le cœur, également du XIXe siècle. Le pélican est lui aussi un symbole du Christ d'après une légende très ancienne, rappelant à la fois son sacrifice pour les humains et son amour pour les hommes ; il est également un symbole de charité.
Autres bâtiments religieux à Castellane :
- la chapelle Saint-Joseph est une partie de l’église des Augustins, reconstruite en remplacement de la chapelle des pénitents bleus. Elle a été démolie en partie pour élargir le boulevard Saint-Michel ;
- le temple bouddhiste ;
- ruines de l’église Saint-André du XIIIe siècle, en ruines depuis le XVIIIe siècle (site de Petra Castellana)[109] ;

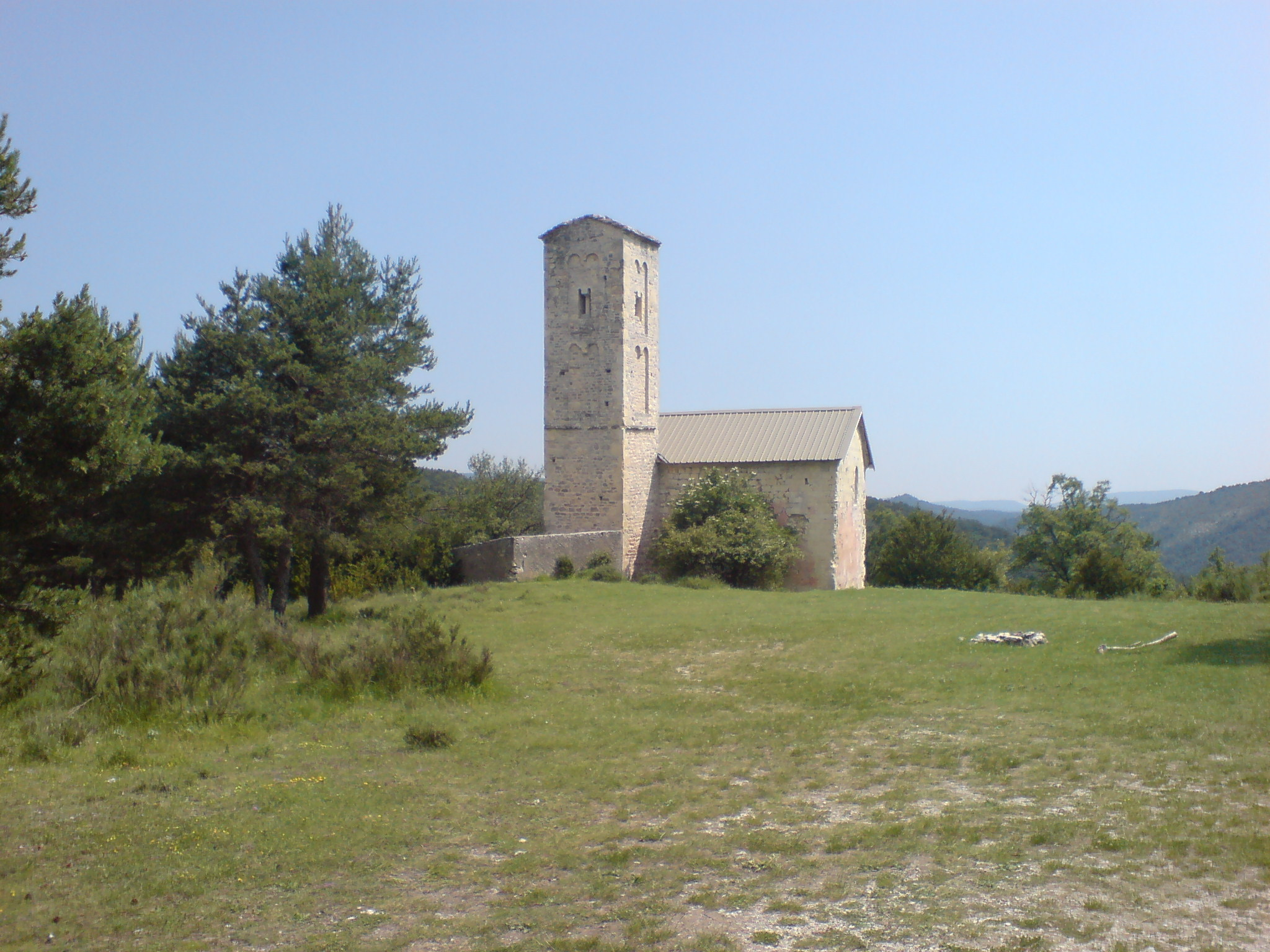
Chapelle Saint-Thyrse, à proximité de Robion.

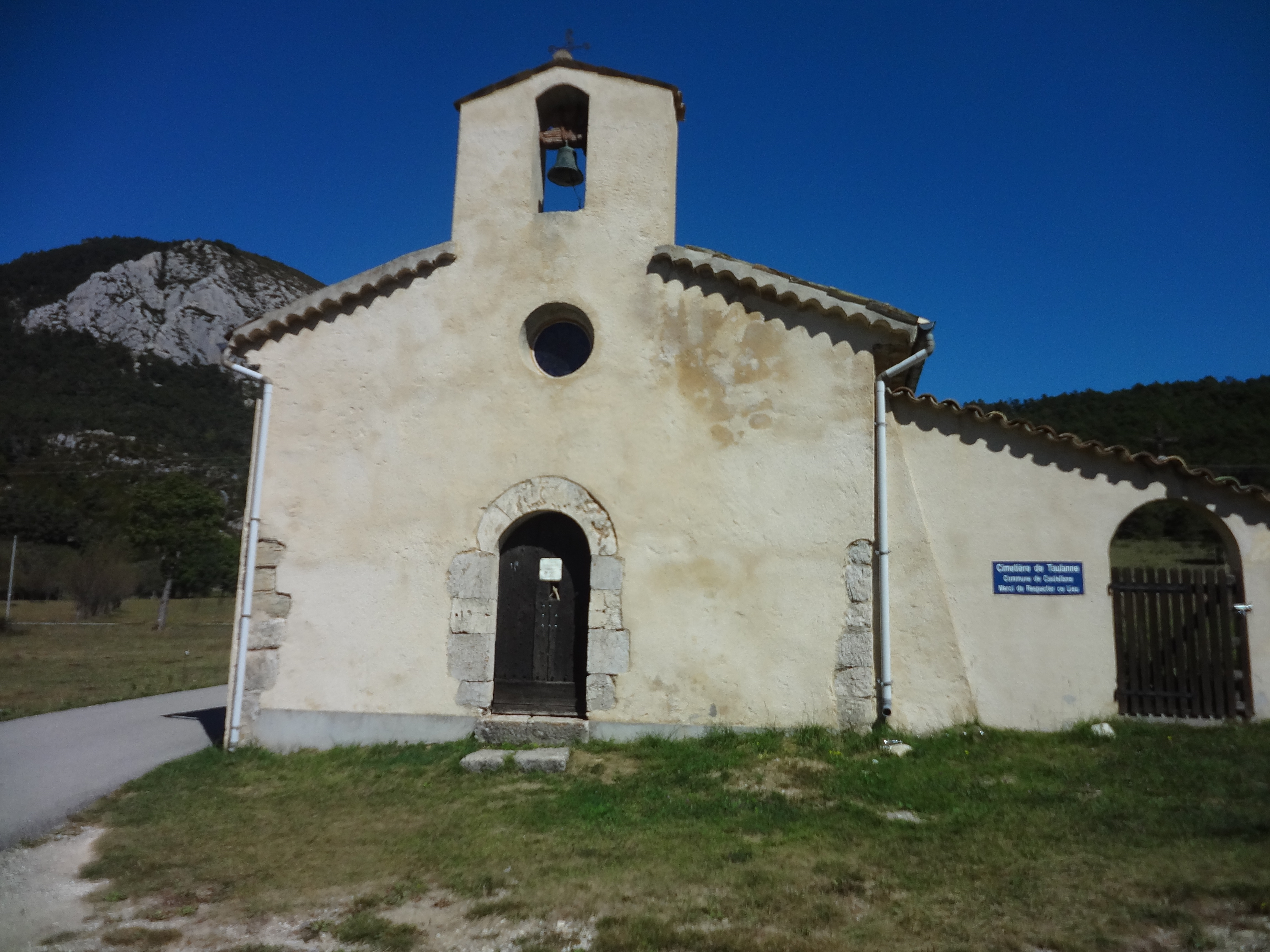
Ancienne église de Taulanne.

L’ancienne commune de Robion compte une église et deux chapelles :
- l’église Notre-Dame, au village, paroissiale, et datant du milieu du XVIIIe siècle[81] ;
- la chapelle Saint-Thyrse, classée monument historique en 1944[232], du premier art roman (XIe et XIIe siècles dans la région[233]) ;
- la chapelle rupestre de Saint-Trophime[234],[235], déplacée dans une grotte après avoir été primitivement construite au pied de la montagne de Robion, très escarpée à cet endroit, elle était souvent endommagée par les pierres tombant de la falaise. La restauration de celle-ci a été réalisée dans le cadre d'un chantier école de formation intégrant des stagiaires du « Centre européen de formation PARTIR (Patrimoine Architectural Rural, Techniques d'Identification et de Restauration) », dont un agent de l'Office national des forêts (O.N.F). en formation[236],[237]. Une source permanente coulait à l’intérieur[81]. Elle possède un calice en argent du XVIIe siècle et surtout un plat de quête en cuivre du XVIe siècle classés[238]. Les difficultés d'accès à la chapelle ont nécessité le transport des matériaux par hélicoptère.

L'église paroissiale Saint-Pons à Éoulx n’a jamais été modifiée depuis sa construction. C’est une ancienne chapelle Notre-Dame, qui a changé de titulaire au moment du déperchement du village, pour être attribuée au patron traditionnel de la communauté. Non-voûtée, elle a conservé ses corniches d’origine (milieu ou fin du XIIe siècle, également du XIIIe siècle selon la DRAC, classée monument historique), elle possède un plat de quête en cuivre du XVIIe siècle classé. Sur le territoire d’Éoulx, se trouvent encore la chapelle Saint-Antoine, construite sur la route en avant du village pour le protéger de la peste, la chapelle Saint-Pons, et la chapelle Notre-Dame, ces deux dernières ruinées, construites sur la montagne Destourbres, où se trouvait le village perché,.
L'église Saint-Jean à Taloire, pourrait dater du XIIIe siècle ou du XIVe, la datation du XVe siècle étant mieux assurée. Elle est endommagée par le tremblement de terre de 1951. Toujours à Taloire se trouve la chapelle Saint-Étienne (inventeur de la Sainte-Croix), et patronnée par saint Jean. Elle est construite sur la montagne.
L'église Saint-Jean-Baptiste à Villars-Brandis date du déperchement du village, et compte dans son mobilier un exceptionnel encensoir en cuivre à deux étages en forme de vitraux de la fin du XVe siècle. La chapelle Saint-Jean, à Villars, est perchée sur un roc isolé.
L'église Saint-Pierre à Taulanne n'a été paroissiale qu'au Moyen Âge. Elle n'est desservie qu'occasionnellement, et ce depuis le XVe siècle.
Autres :
- église Notre-Dame-du-Plan XIIe, ancien prieuré, à Castellane ; église Saint-Sébastien de Chasteuil (XVIe siècle)[76] ;
- chapelle Sainte-Victoire au lieu-dit Angles, date de la fin du XIXe siècle au plus tôt, est orientée à l’ouest, la fausse voûte est un lattis enduit de plâtre[113] ;
- chapelle Saint-Pons à Blaron (ex-Castillon) ; le cimetière du plan Notre-Dame comporte plusieurs chapelles funéraires[242].
- Monument aux morts[245].
- Cimetière lieu-dit : Aire des Saints[246],[247].

### Architecture militaire

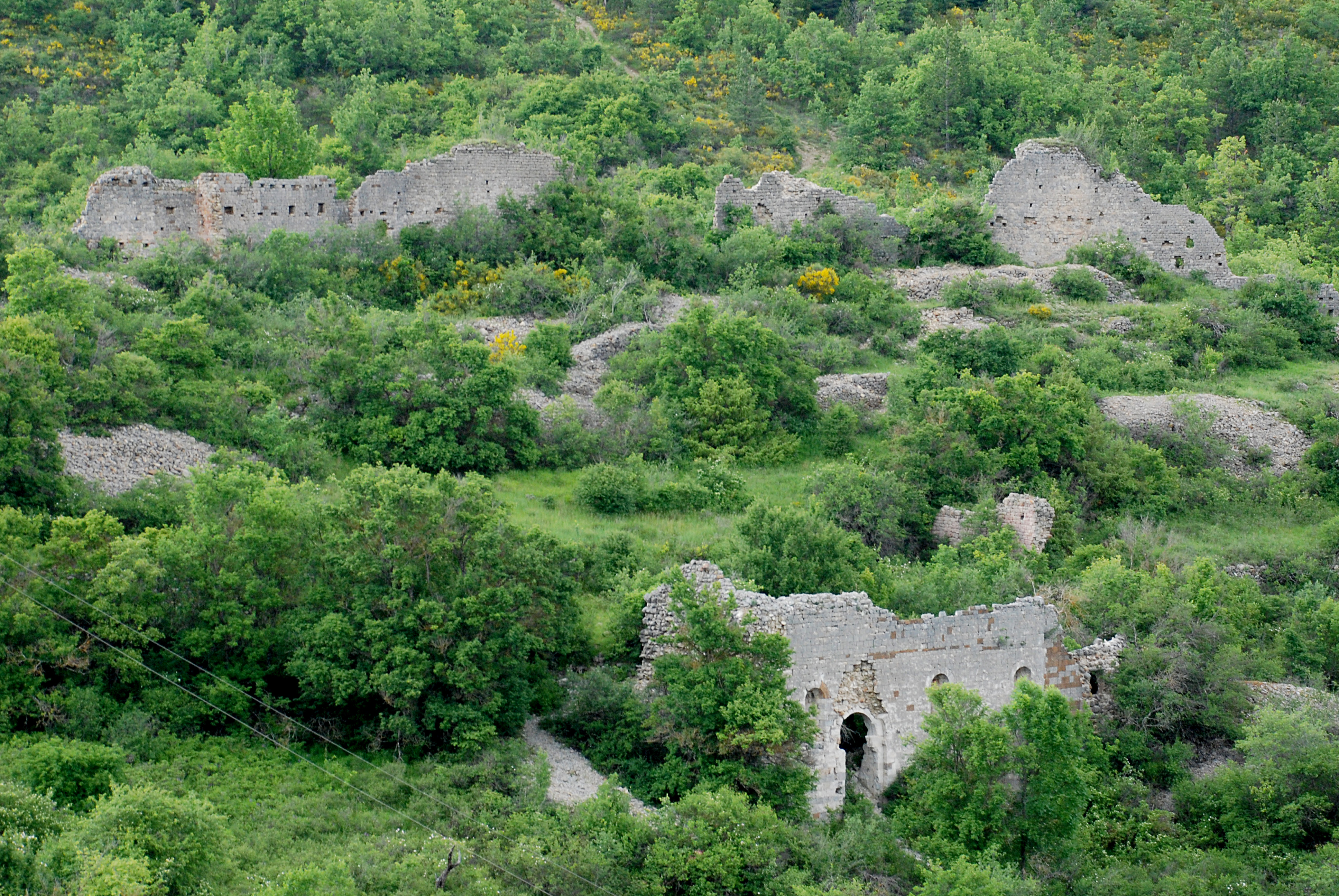
Petra Castallana.

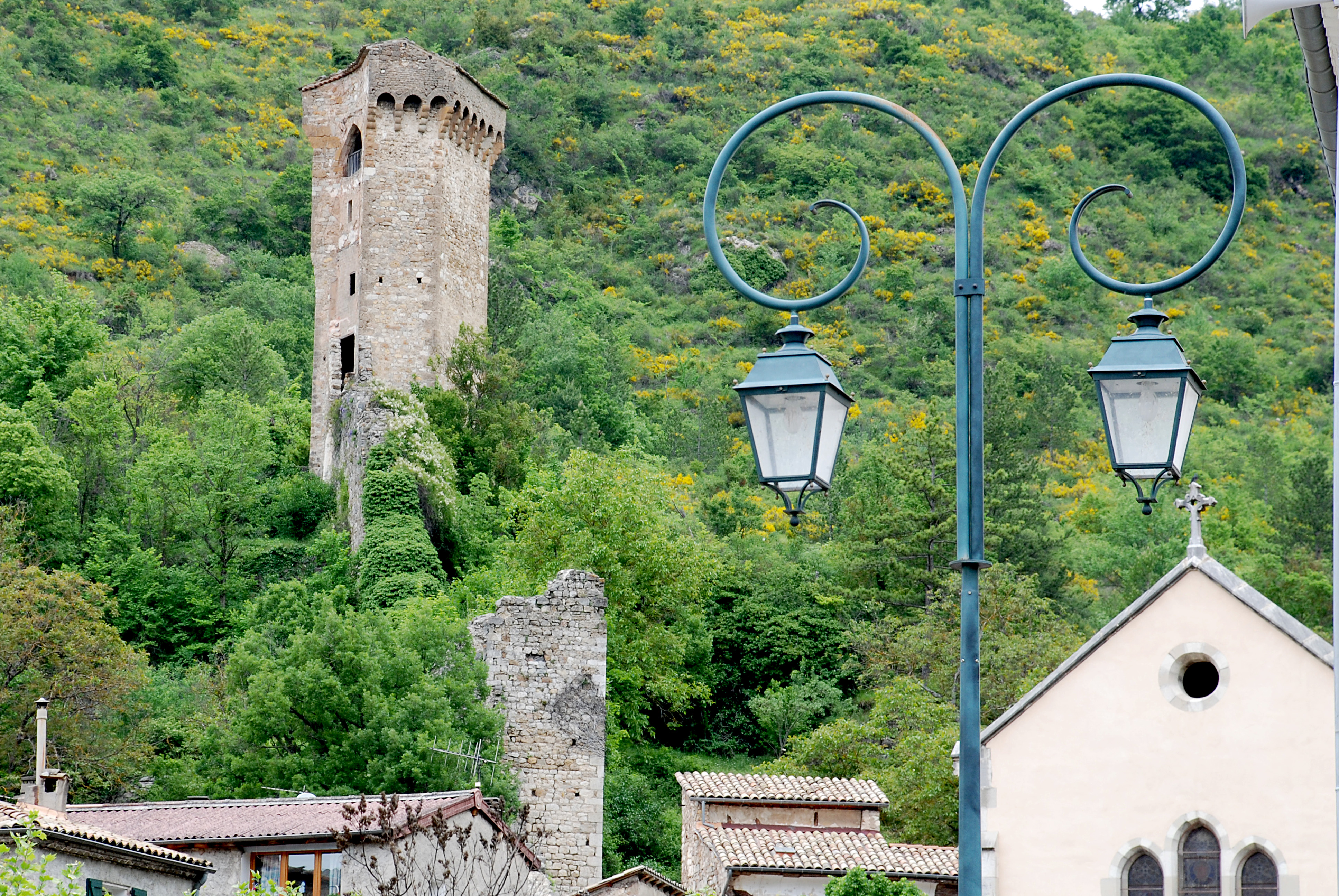
Tour pentagonale.

Le tracé des murailles de Petra Castellana, ancienne ville au-dessus de l’actuelle, est encore bien visible ; elles dateraient du XIIe siècle. Elles étaient renforcées de quatorze tours, dont une nous est parvenue : le donjon pentagonal. Il était intégré à cette enceinte et date du XIVe siècle (classé monument historique avec une tour carrée).
L’enceinte du bourg bas est construite à partir de 1359, avec l’autorisation du comte de Provence. Elle est encore visible dans des tours carrées, sur le front des maisons sur la place. Des corbeaux, qui pouvaient soutenir des ouvrages de défense (bretèches, ou simple chemin de ronde à mâchicoulis) sont visibles sur leurs façades. Deux des portes de cette enceinte subsistent :
- celle des Pétardiers ou de l’Annonciade[248], encadrée de deux tours, haut-lieu de la résistance au siège de 1586 ;
- celle de l’Horloge ou de Saint-Augustin, dans une tour carrée. Le passage passe sous la tour par une voûte, ouverte par un arc brisé incurvé vers l’extérieur d’un côté, et par un arc en berceau à l’intérieur de la ville, lui aussi incurvé. La voûte entre les deux est en plein cintre[252]. La tour est classée monument historique[253].

Une des tours du quartier Saint-Michel abrite un pigeonnier depuis 1585.

## Environnement
La commune envoie ses boues résiduelles du traitement des eaux usées sur la commune de Lambruisse.

## Personnalités liées à la commune

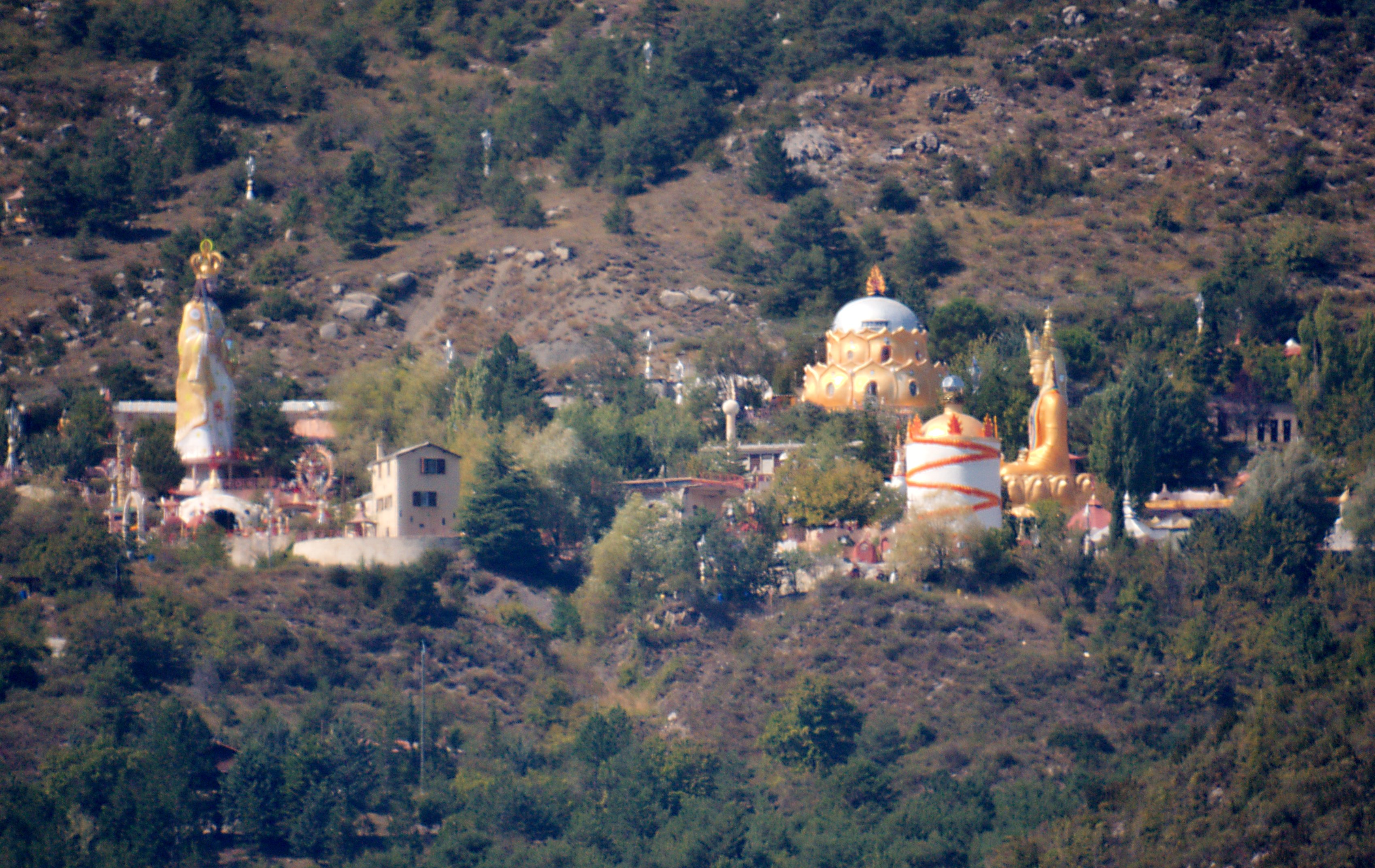
Les constructions du Mandarom.

- Boniface VI de Castellane, seigneur du lieu et troubadour ;
- Boniface de Castellane, ancien député des Basses-Alpes dans la circonscription de Castellane. Il épousa Anna Gould et fit construire le palais Rose de l'avenue Foch à Paris ;
- Jacques Poilroux, médecin légiste auteur d'un Traité de médecine légale criminelle, Paris, Levrault, 1834, d'un Nouvelles recherches sur les maladies chroniques, Crochard, 1823 ; et de Vues Générales de prophilactique appliquées aux femmes enceintes (sic), Tournel, 1799 ;
- Jean Antoine Barrière (1752-1836), député aux Cinq-Cents ;
- Joseph de Richery (1757-1798), amiral français, mort à Éoulx ;
- Régis Messac (né à Champagnac, le 2 août 1893 et mort du côté de Gross-Rosen ou de Dora, vers 1945), écrivain français, a été élève, de 1901 à 1903, à l’école de Castellane, où ses parents étaient instituteurs ;
- Louis François Meifred, (1748-1816), 1er Président de la Cour d'Aix en Provence.
- les Dolle, famille de sculpteurs d’Ancien Régime (dont Jacques Dolle), et les André, famille de peintres[255] ;
- Jean, Antoine, Emmanuel de Paul de Châteaudouble (1774-1846), né à Castellane, député du Var de 1815 à 1830 ;
- Gilbert Bourdin, le très controversé fondateur et dirigeant du mouvement du Mandarom (considéré comme une secte dans le rapport parlementaire de 1995) s'était établi à Castellane de 1969 jusqu'à son décès en 1998 ;
- dans la commune s'est installée l'association bouddhiste Ogyen Kunzang Chöling, animée par Robert Spatz, et citée dans le même rapport parlementaire aussi comme une secte.